# Histoire de la Finlande
Pour un article plus général, voir Histoire de la Scandinavie.

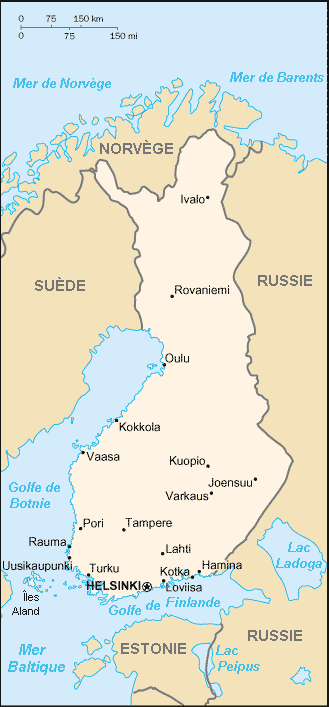
Finlande actuelle

L'histoire de la Finlande est caractérisée par la lutte d'influence à laquelle se sont livrés ses deux grands voisins, la Suède et la Russie. La Finlande est originellement peuplée par le peuple finnois au sud et par les Sames en Laponie. Au Moyen Âge, la Finlande est colonisée par la Suède dans ce que l'on appelle la Suède-Finlande. En 1809, la Suède doit céder la Finlande à la Russie. Le pays n'accède finalement à l'indépendance qu'après la révolution russe de 1917.
La Finlande actuelle (2024) en suédois : Finland), en forme longue la république de Finlande (en finnois : Suomen tasavalta ; en suédois : Republiken Finland) est un État souverain d'Europe du Nord de 338 145 km2, d'une population d'environ 5,6 millions de Finlandaises et Finlandais (Finnois, Finns, Suomalaiset), parlant majoritairement le finnois (suomi) (avec une minorité suédophone).
La population du pays était de 0,5 million jusque vers 1760, 1 million vers 1815, 2 millions en 1880, 3 millions en 1915 et 4 millions en 1950.

## Origines

Extension approximative de la céramique cordée et des cultures adjacentes vers l’an -3000. (culture de Baden ; amphores globulaires ; Yamna.

Le nord de la Finlande est peuplé depuis la préhistoire par les Samis, peuple finno-ougrien.
À l'Âge du fer, les populations du centre de la Finlande sont également plus proches des Samis actuels que des Finnois, la population same s'étendant alors sur une plus grande région vers le sud qu'aujourd'hui.
La côte sud-ouest était originellement peuplée par des tribus germaniques (scandinaves). Une deuxième vague migratoire de populations finno-ougrienne originaire des régions de la moyenne Volga dans l'Oural, s'installant dès les premiers siècles de l'ère chrétienne et se mélangeant aux populations germaniques formant le peuple finnois. Ces peuples, ayant effectué cette migration, sont également à l'origine du peuplement de l'Estonie voisine et de la Hongrie, d'où la parenté linguistique entre les langues finnoise, estonienne et hongroise (classées parmi les langues ouraliennes).

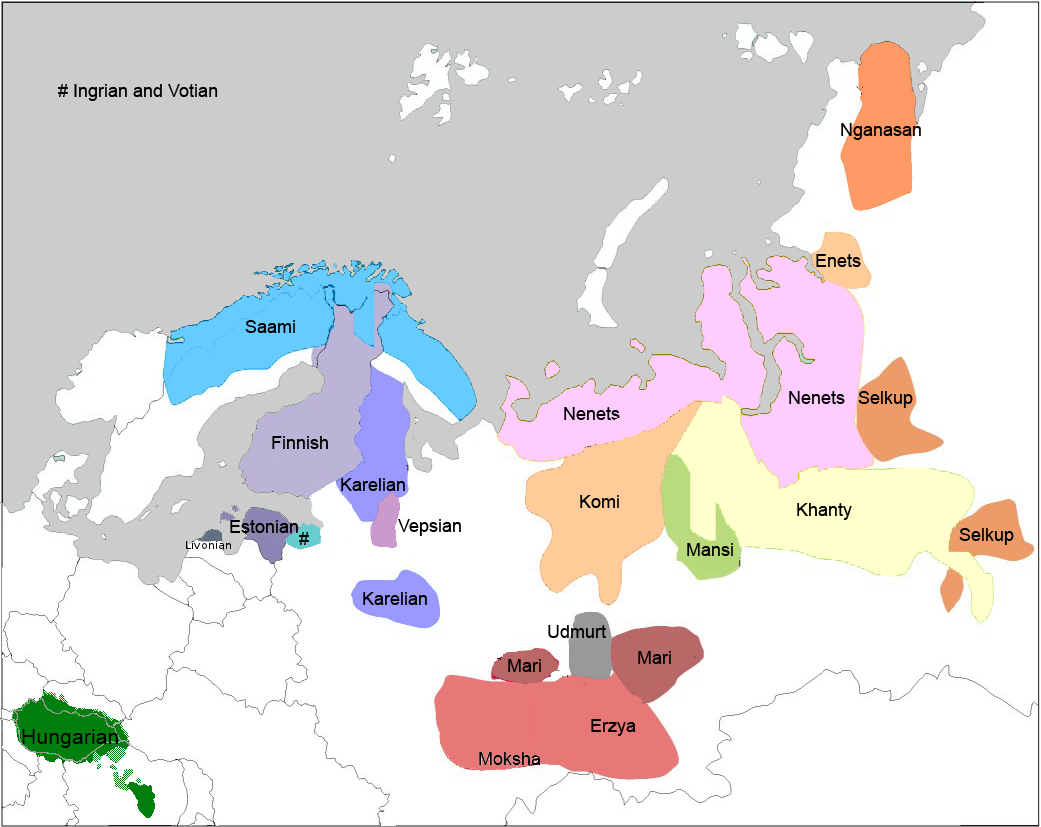
Peuples finno-ougriens
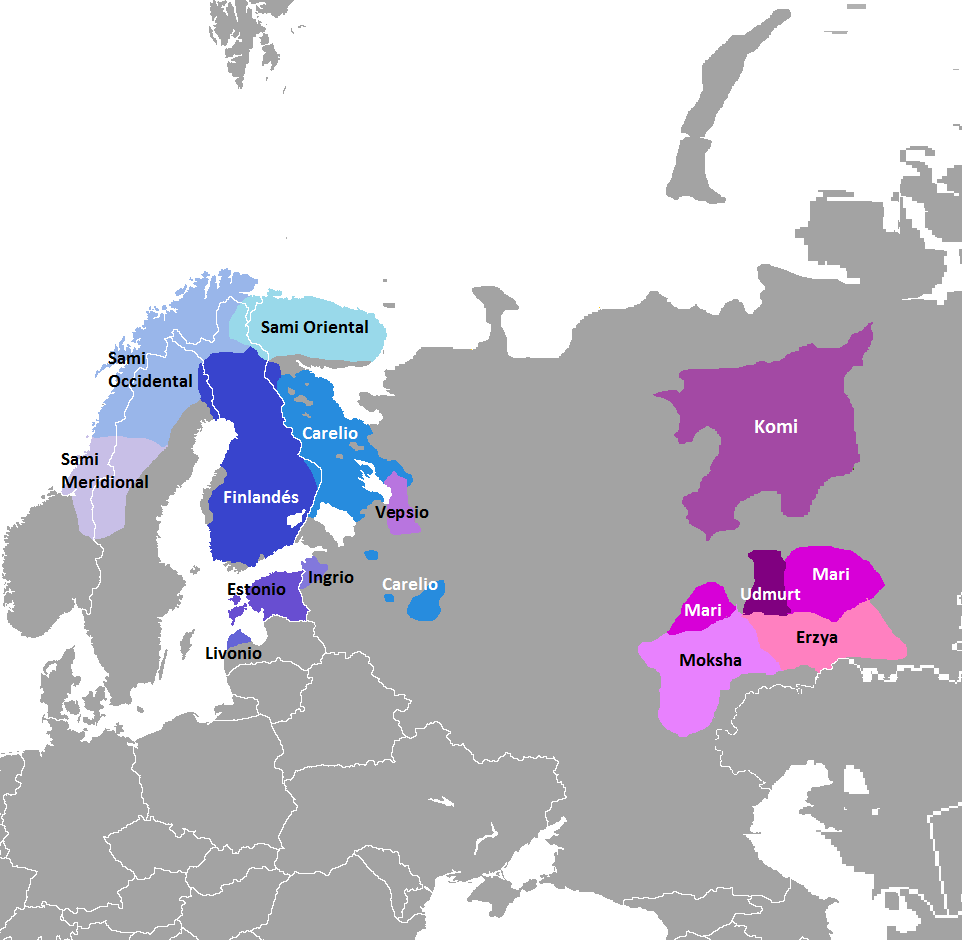
Langues finno-permiennes
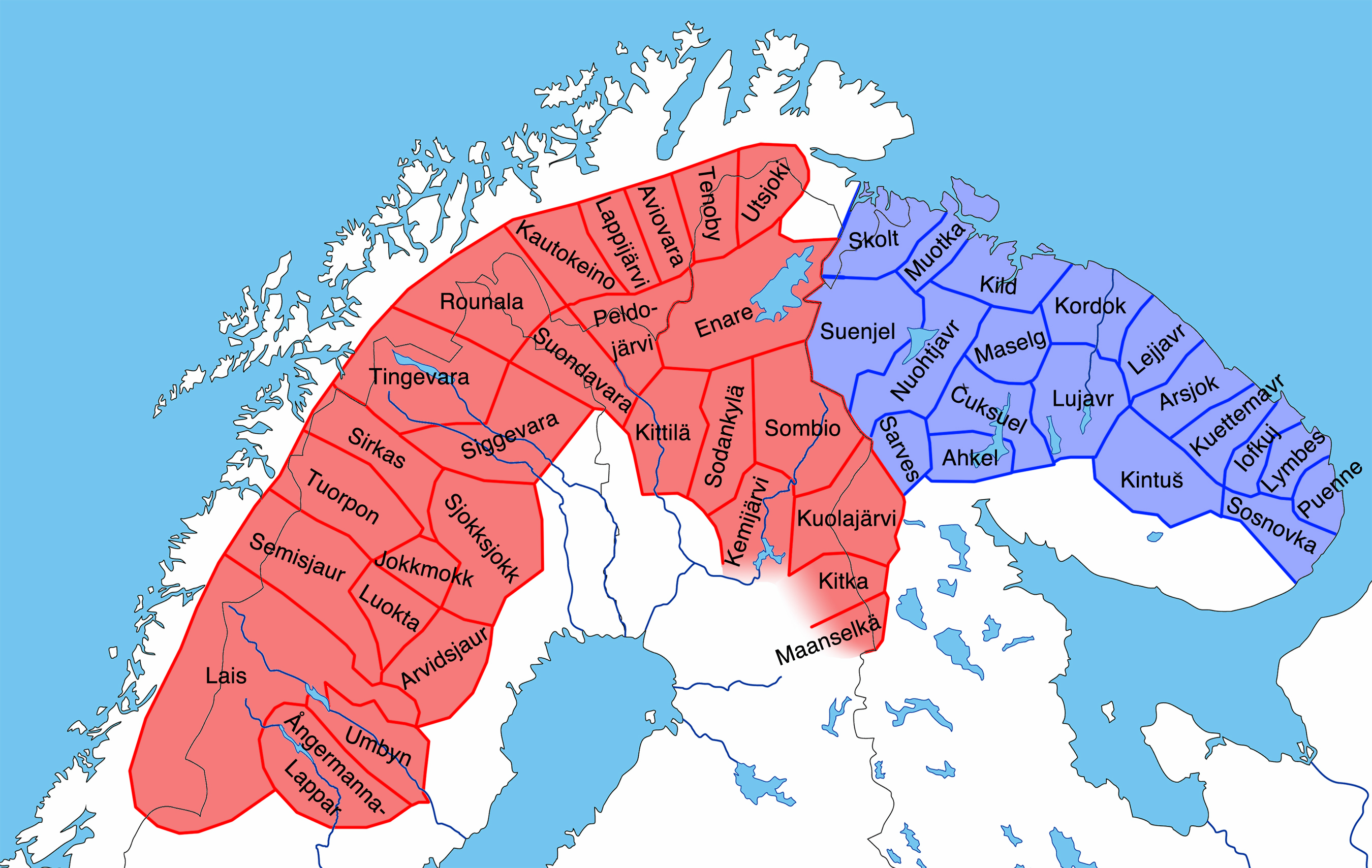
Reconstruction des zones communautaires sami des temps anciens
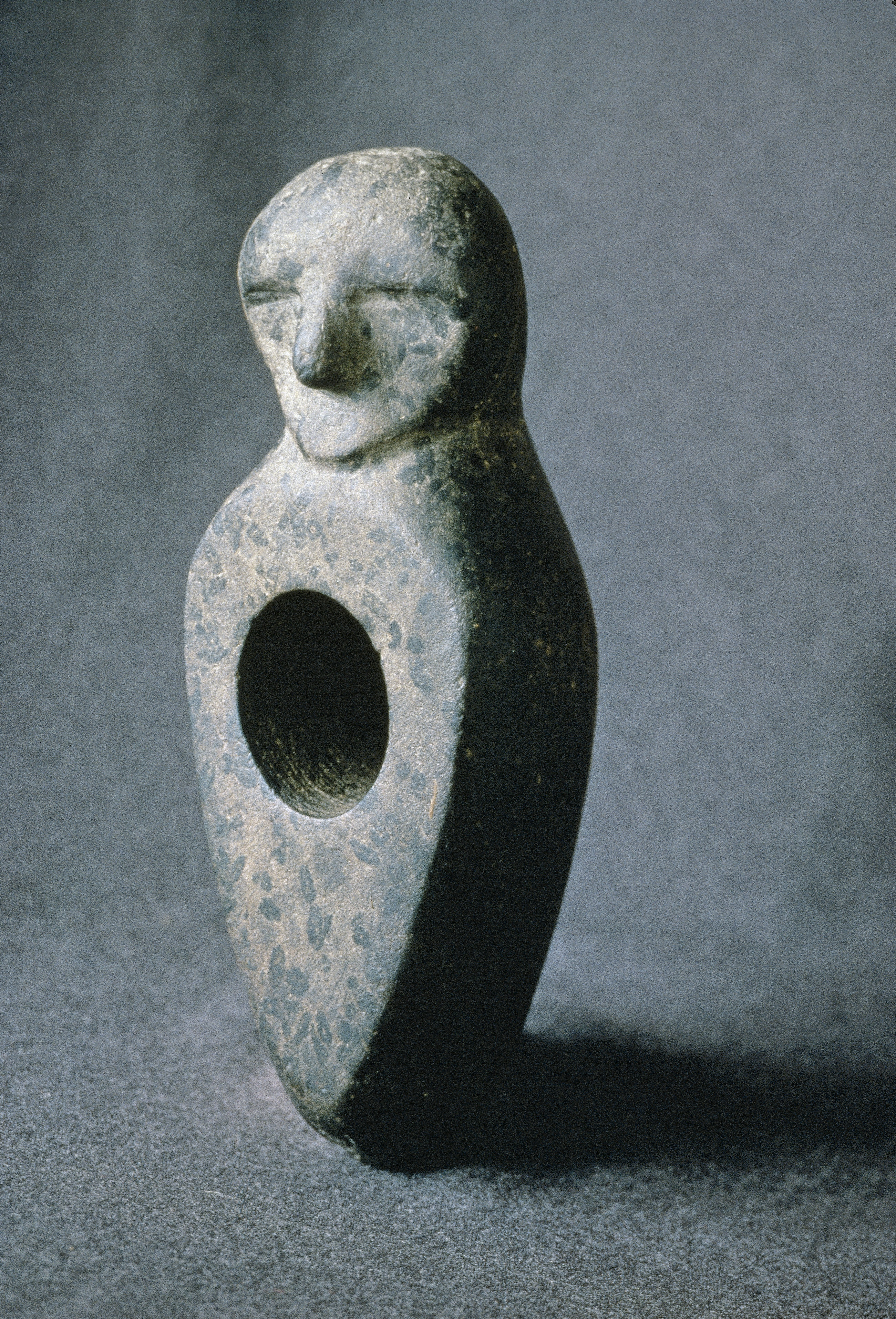
Âge de pierre : hache en pierre gravée avec visage humain trouvée à Kiuruvesi
Expansion viking

Jusqu'au XIe siècle, la Finlande reste un territoire habité par des tribus peu belliqueuses et sans cohésion politique, ce qui facilite d'ailleurs leur rapide soumission. Trois régions se distinguent : le Sud-Ouest (aux alentours de la future ville de Turku), le Sud (aux alentours de la future Helsinki) et la Carélie. Jusqu'à la christianisation de la Scandinavie, les raids vikings poussent les Finnois à se réfugier à l'intérieur des terres, vivant des ressources des lacs et des forêts.
À l'ouest, les royaumes de Suède et Danemark existent déjà, et on trouve à l'est la principauté de Novgorod (1136-1478) récemment fondée par les Varègues. L'occupation de la Finlande devient un enjeu stratégique pour ces puissances nouvellement chrétiennes (catholiques à l'époque pour la Suède et le Danemark, orthodoxe pour Novgorod). En 1157, la Finlande fut occupée par le roi de Suède Éric IX le Saint.

## Moyen Âge et influence suédoise

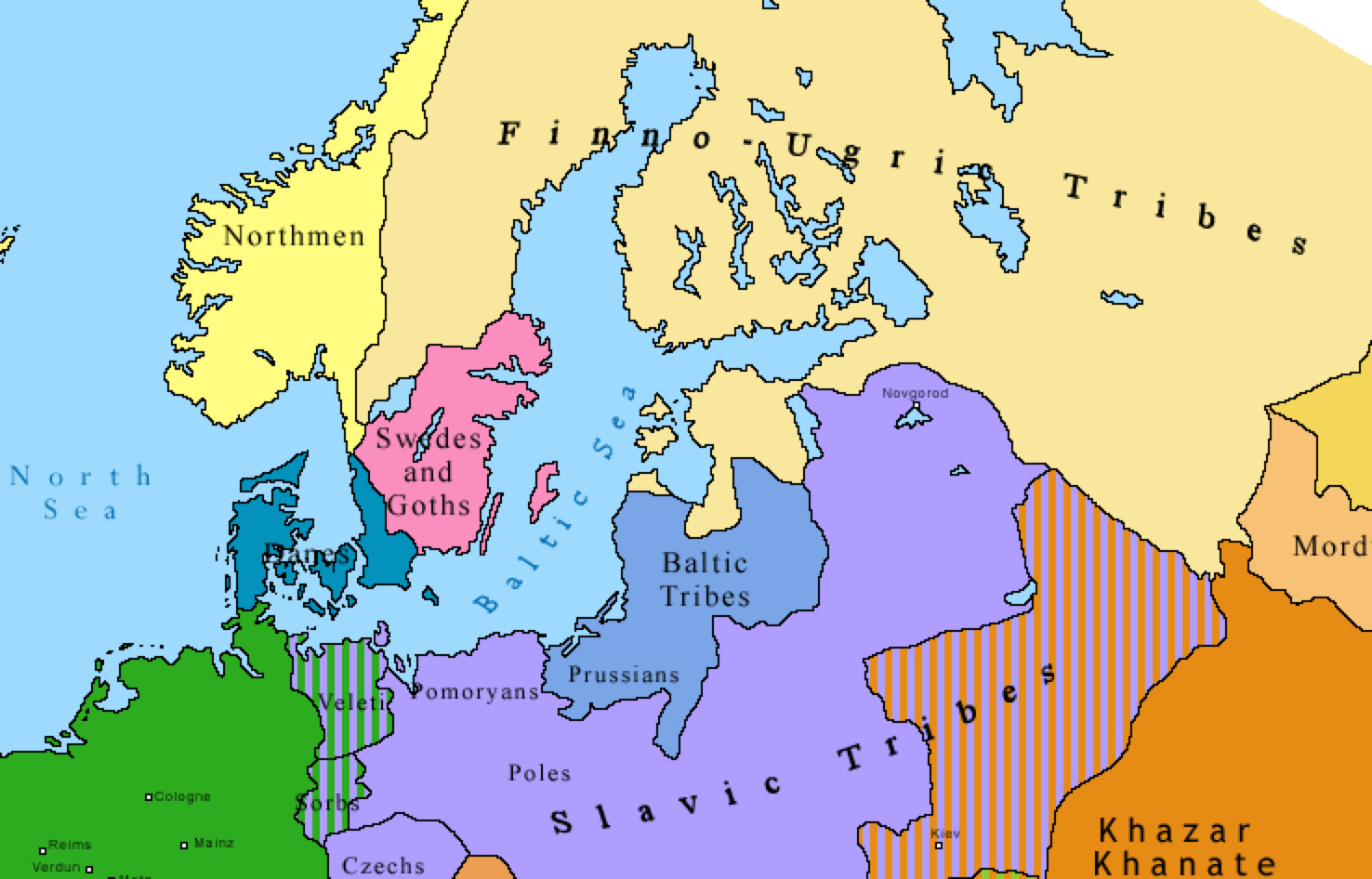
Europe du Nord vers 814
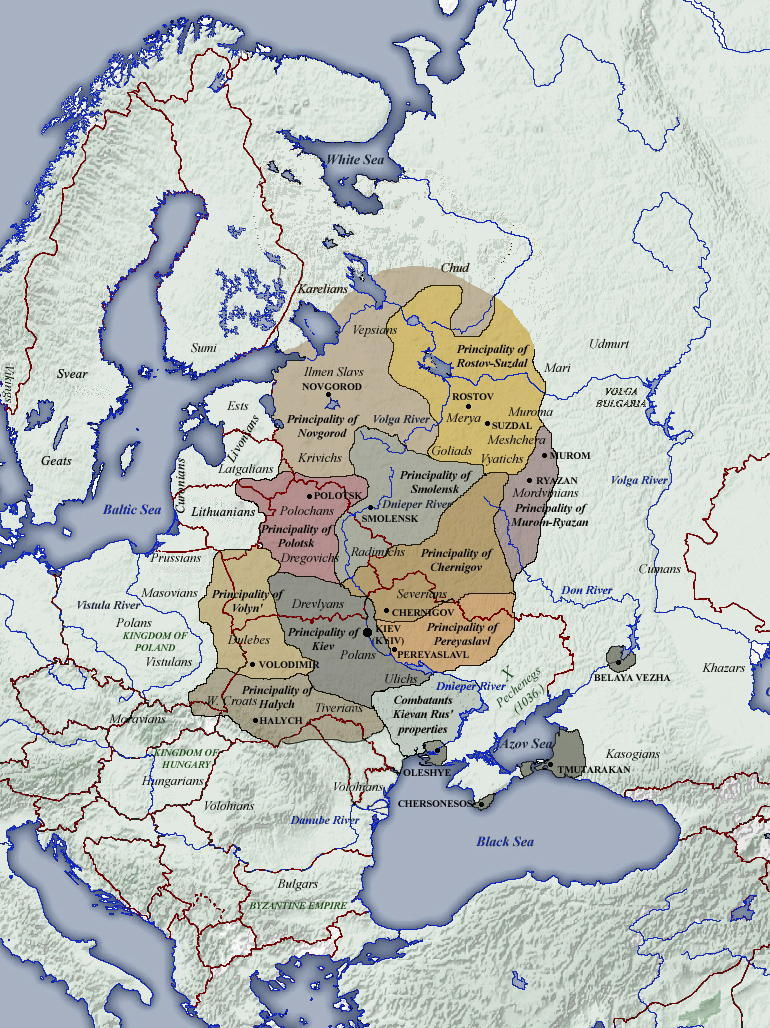
Rus' de Kiev (1054-1132)
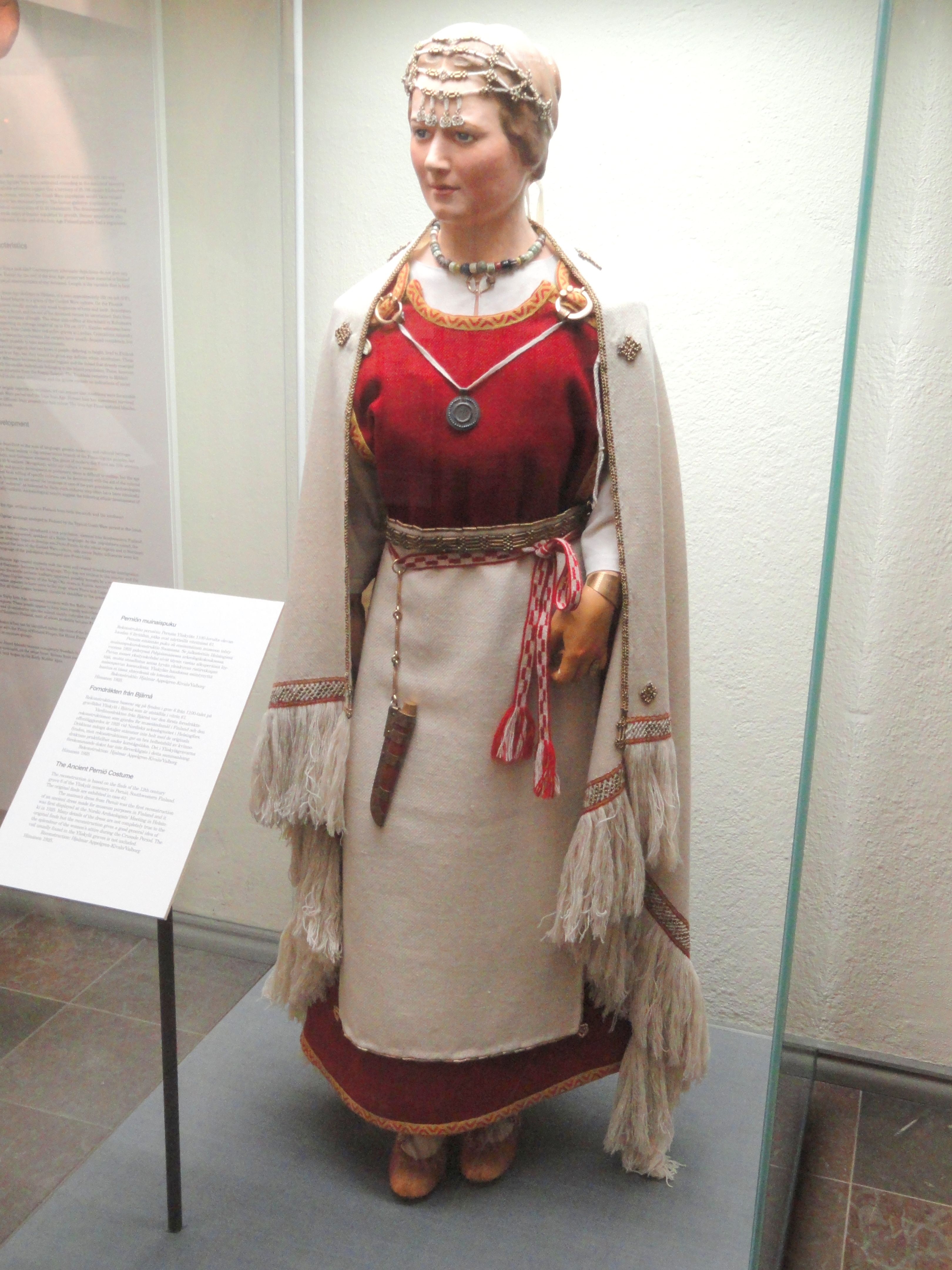
Tenue féminine du XIIe siècle
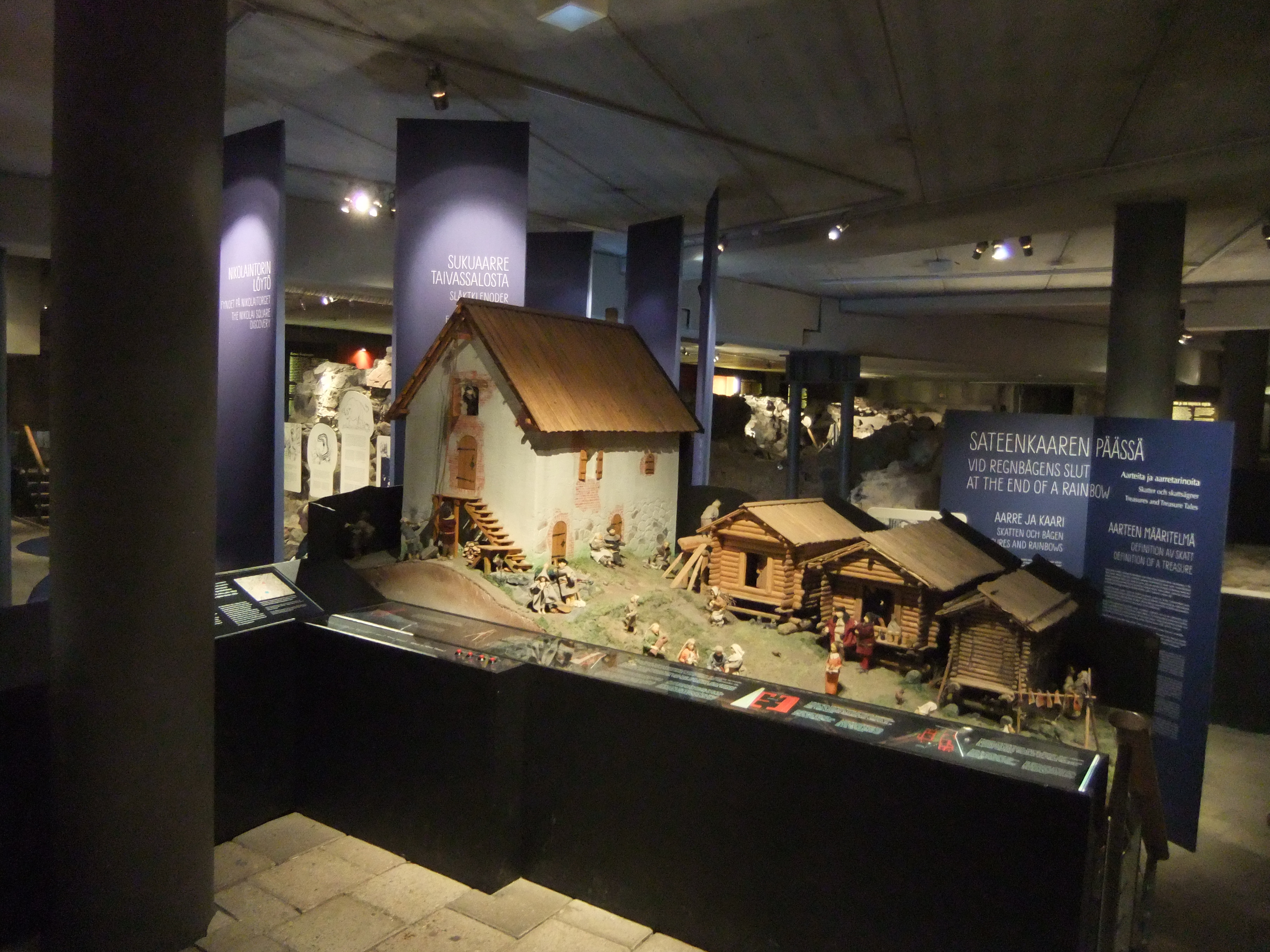
Habitat du XIIe siècle (reconstitution, miniature)
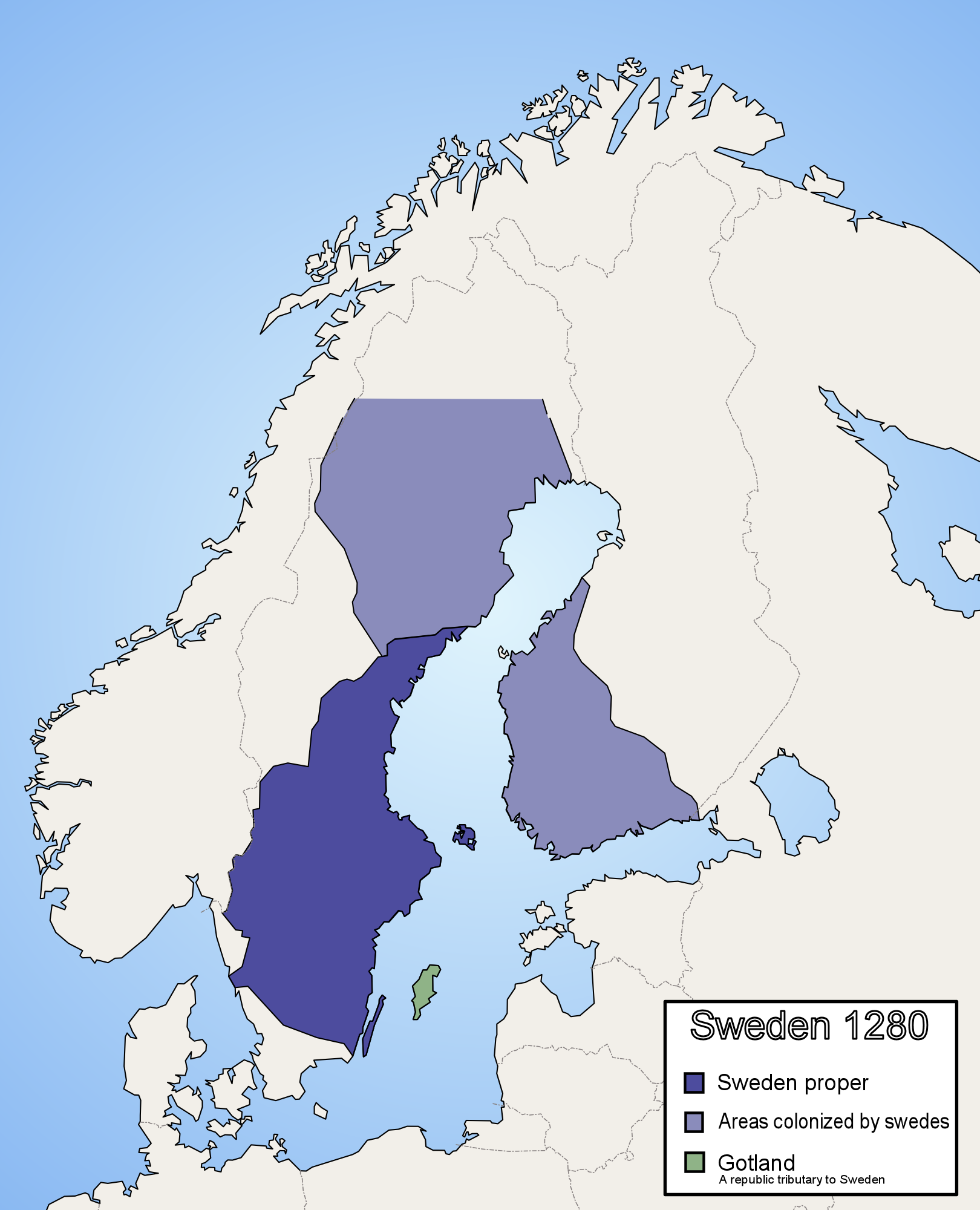
Suède, 1280

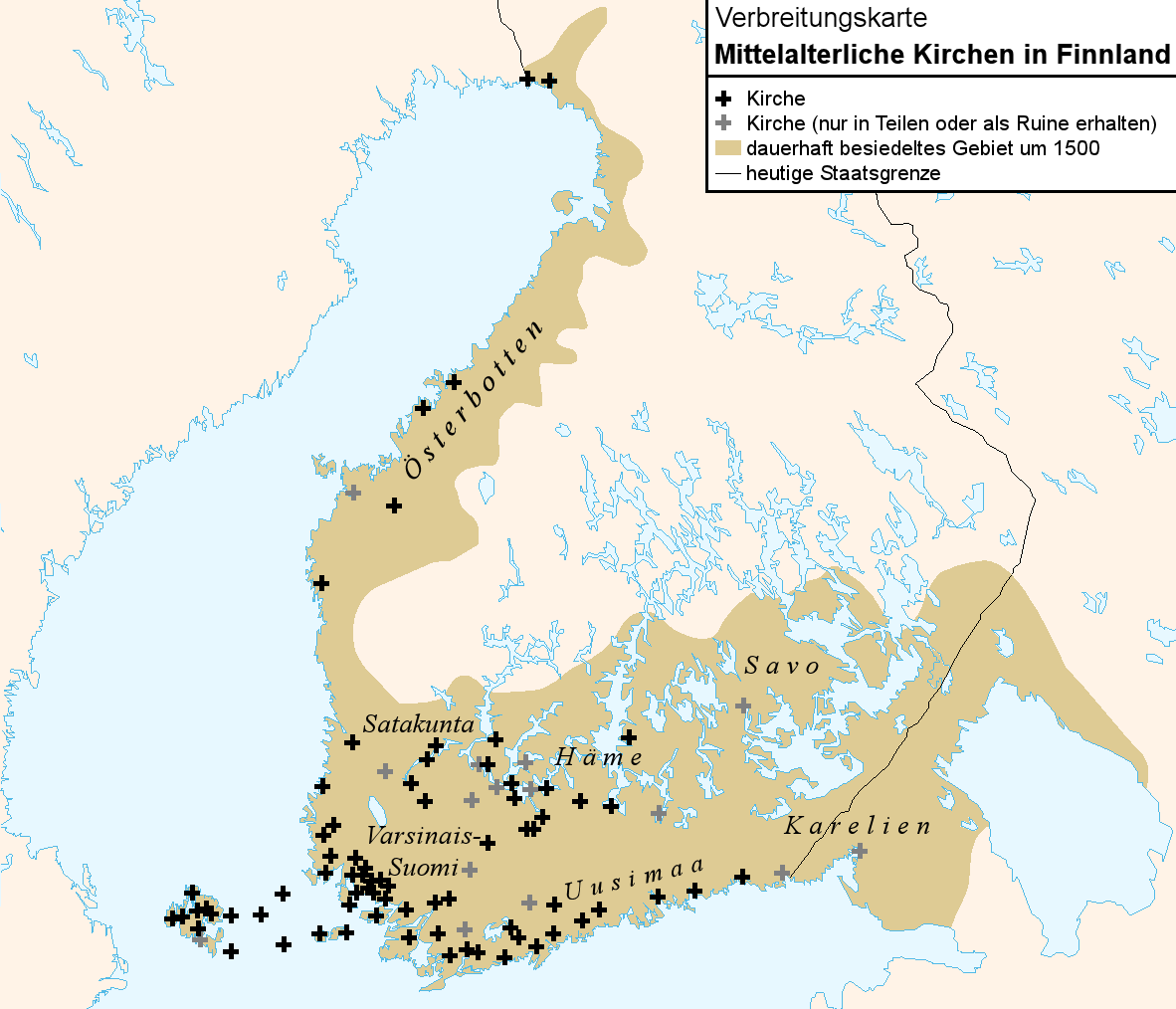
Églises médiévales de Finlande
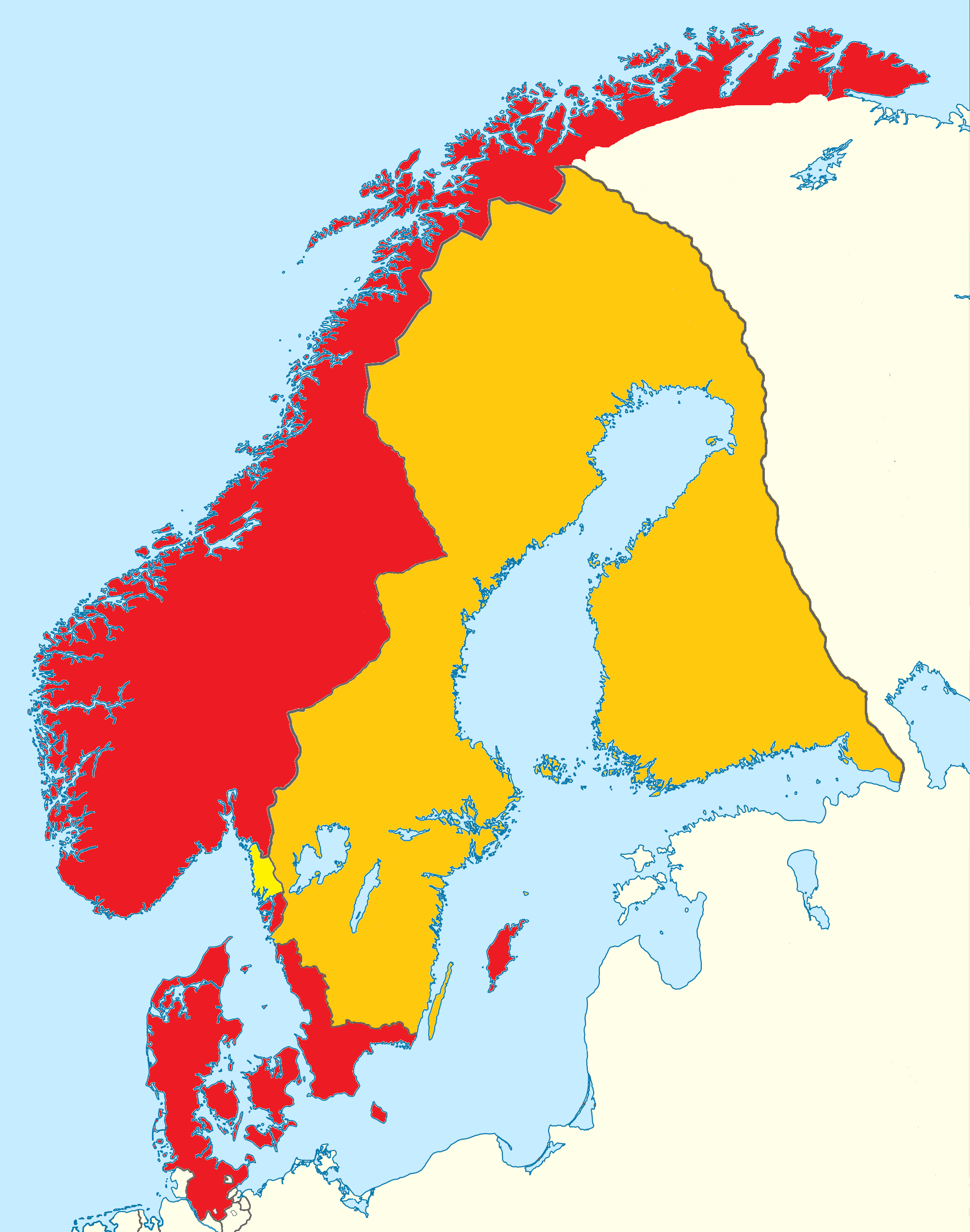
Scandinavie 1523
Empire suédois (1611-1817)
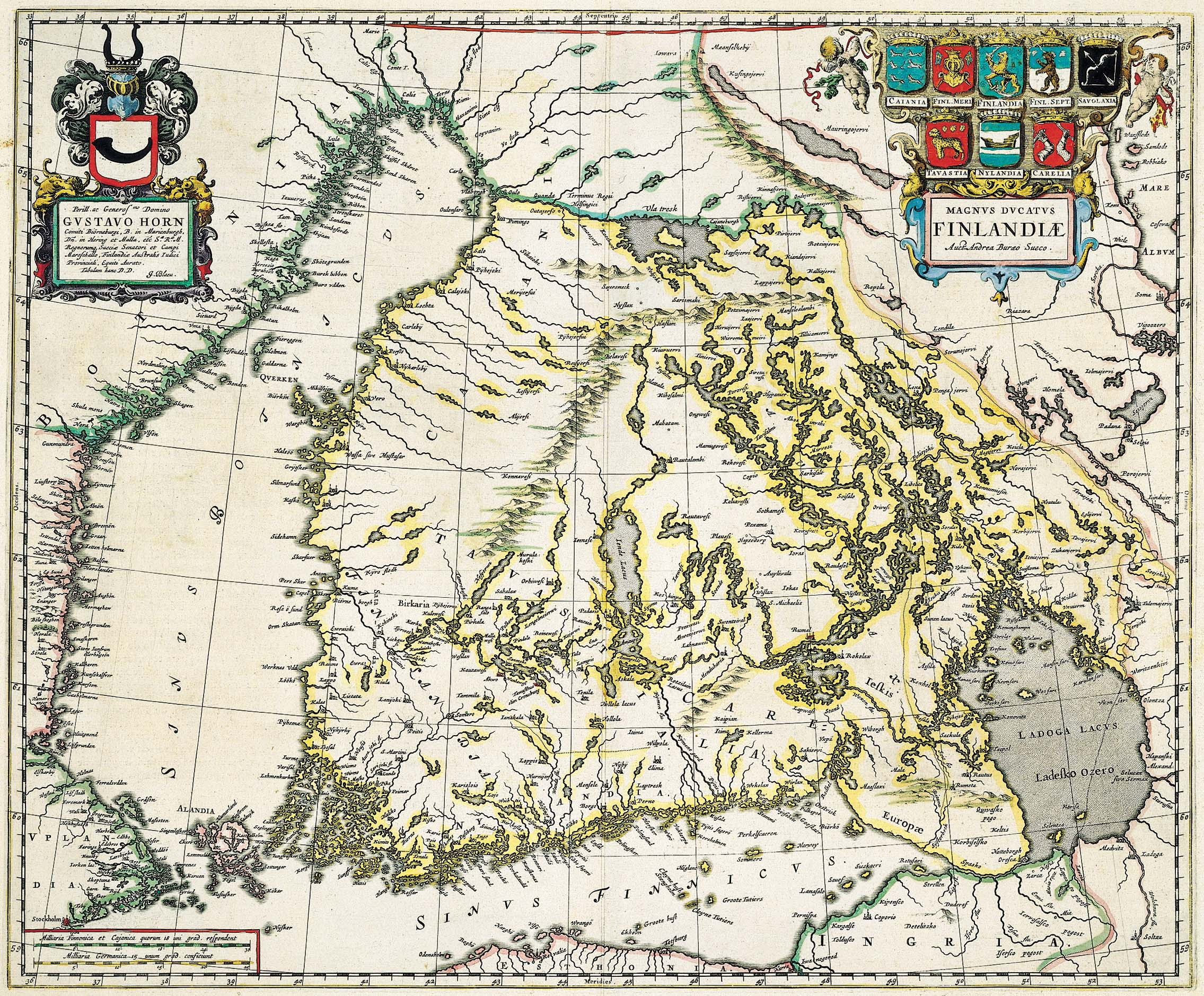
Gustaf Horn : le grand-duché de Finlande vers 1662
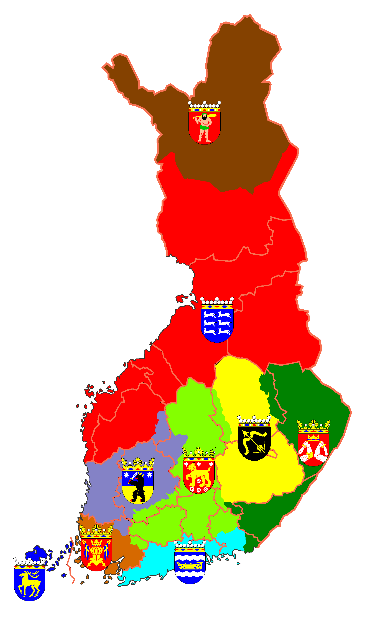
Provinces historiques de Finlande, avec armoiries

Finalement, la Suède « colonise » et évangélise la Finlande, à partir du XIIIe siècle : Birger Jarl mène en 1249 contre les populations finnoises une expédition punitive et de « confirmation » religieuse.
L'archevêché d'Åbo (Turku) est fondé ainsi que la cathédrale et le château. De ce fait, Turku est considérée comme la plus vieille ville de Finlande, fondée en 1229.
L'influence suédoise (qui se ressent encore aujourd'hui) se manifeste à partir de cette époque. La noblesse est suédoise (il n'y a pas alors d'équivalent finnois de royauté et de féodalité tels qu'ils existent en Europe occidentale) et la langue officielle est le suédois. Il ne s'agit pas cependant d'une occupation ni d'une colonisation. En effet, la Suède et la Finlande sont deux entités fusionnées dans un même royaume. Et les Suédois se montrent en général respectueux de l'identité finlandaise. L'essor économique du pays continue, notamment grâce à la Hanse.
Durant la guerre russo-suédoise de 1495-1497, la forteresse de Vyborg est assiégée par les troupes russes pendant trois mois en 1495 et résiste victorieusement. L'année suivante, les armées russes envahissent la Finlande jusqu'à Hämeenlinna et dévastent les régions traversées. En 1497, une trêve est conclue entre la Suède et la Russie.
Pour contrer la puissance de Reval, le roi Gustave Vasa fonde en 1550 Helsinki (le nom de cette ville est une version finnisée du suédois Helsingfors qui signifie « la cascade des Helsingar »), mais cette dernière n'est guère plus importante qu'un village de pêcheurs, et ce pendant plus de deux siècles. Helsinki deviendra ensuite, en 1812, la capitale du grand-duché de Finlande rattaché à l'Empire russe, sous le nom  officiel d'Helsingfors.
En 1548, Mikael Agricola, qui deviendra évêque de Turku six ans plus tard, traduit le Nouveau Testament en finnois.
En 1554 les hostilités reprennent entre la Suède et la Russie. L'année suivante, les troupes suédo-finlandaises échouent à prendre Chlisselbourg. En 1556, c'est une armée russe qui échoue à nouveau devant Vyborg. Le traité de Novgorod, en 1557, met fin à la guerre et instaure une trêve qui devrait durer quarante ans.
Entre 1696 et 1697, la Finlande connaît une famine dramatique qui tue la moitié de la population totale. Pendant la grande guerre du Nord, un flux d'environ 20 000 réfugiés avec parmi eux, selon les directives du gouvernement finlandais, la plupart des fonctionnaires et une grande partie des prêtres, quitte la Finlande pour échapper à l'armée russe et aux autorités d'occupation.
De nombreux Finlandais ont aidé les travaux de Maupertuis de 1736 à 1737 pour diriger l'expédition ayant pour but de mesurer la distance à la surface du sol d'un degré de méridien terrestre le long de la rivière Torne.

## Grand-duché de Finlande (1809-1917, Empire russe)

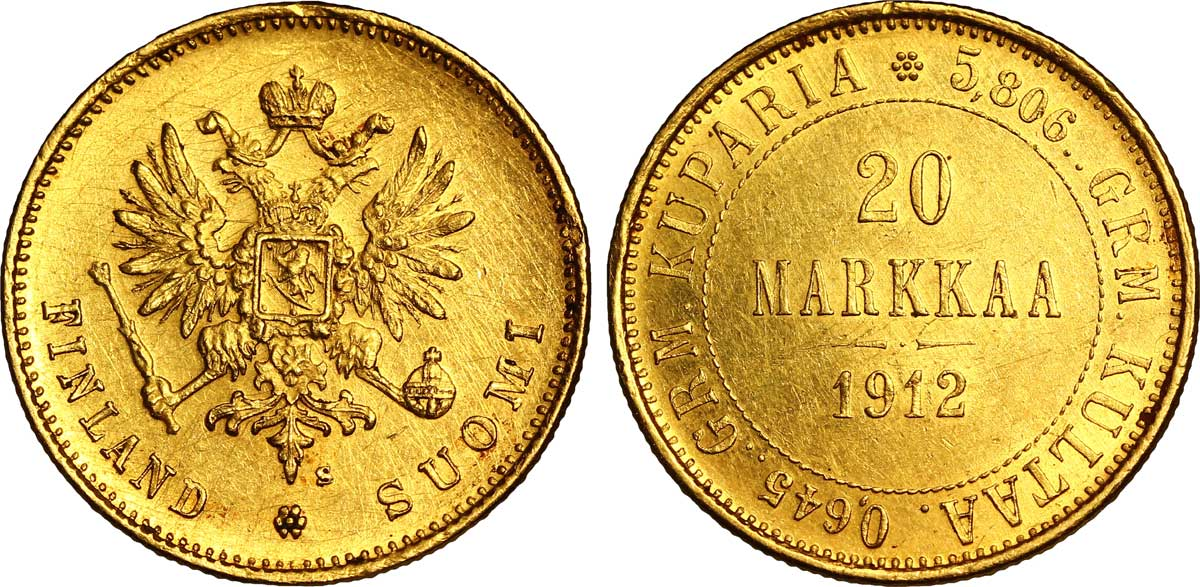
Pièce de 20 fi frappée en 1912 à Helsinki sous l'administration russe.

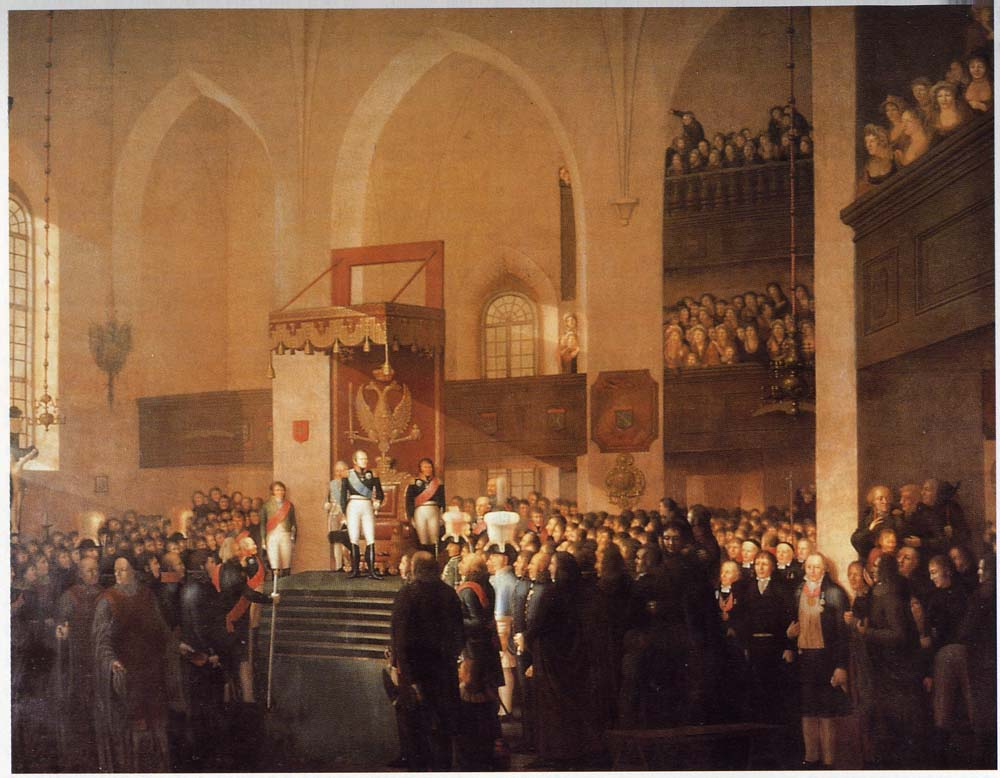
Le tsar Alexandre Ier ouvre la Diète de Porvoo en 1809.

La Finlande sert à plusieurs reprises de champ de bataille et d'enjeu entre les empires suédois et russe. À l'époque napoléonienne, la Suède doit l'abandonner au tsar Alexandre Ier par le traité de Hamina ou Fredrikshamm du 17 septembre 1809. Le pays, érigé en grand-duché, devient autonome au sein de l'Empire russe. Helsingfors (Helsinki aujourd'hui) devient capitale du Grand-duché en 1812, marquant le début de l'essor de l'influence de la ville. Contrairement à l'époque suédoise, la Finlande n'est pas un territoire à part entière de l'Empire, mais une région autonome. Les tsars se montrent plus ou moins respectueux de cette autonomie, et surtout tentent tous, à l'exception notable d'Alexandre II , de russifier cette région. Cette autonomie est à l'origine du mouvement pour l'indépendance du pays à partir du XIXe siècle.
Alexandre II témoigne d'une remarquable libéralité vis-à-vis du peuple finlandais (comme plus généralement de ses autres sujets) et favorise l'émergence d'une littérature nationale. C'est donc notamment à travers la culture et ses intellectuels que la Finlande va voir se développer son mouvement pour l'indépendance. Ainsi la publication le 28 février 1835 d'un recueil de trente-deux chants inspirés des contes traditionnels de Carélie sous le nom de Kalevala (« le Pays des héros ») par un médecin de campagne finlandais, Elias Lönnrot, est devenue le fondement de la culture finlandaise. Cette œuvre a par la suite inspiré d'autres grands artistes finlandais, comme le peintre Akseli Gallen-Kallela (1865-1931) et le compositeur Jean Sibelius (1865-1957), et le 28 février est encore commémoré comme une fête nationale en Finlande. Les écrits de Johan Ludvig Runeberg ont également attisé le mouvement pour l'indépendance. La reconnaissance des Finlandais pour le « tsar libérateur » est encore vive, puisque sa statue trône toujours aujourd'hui sur la place du Sénat.

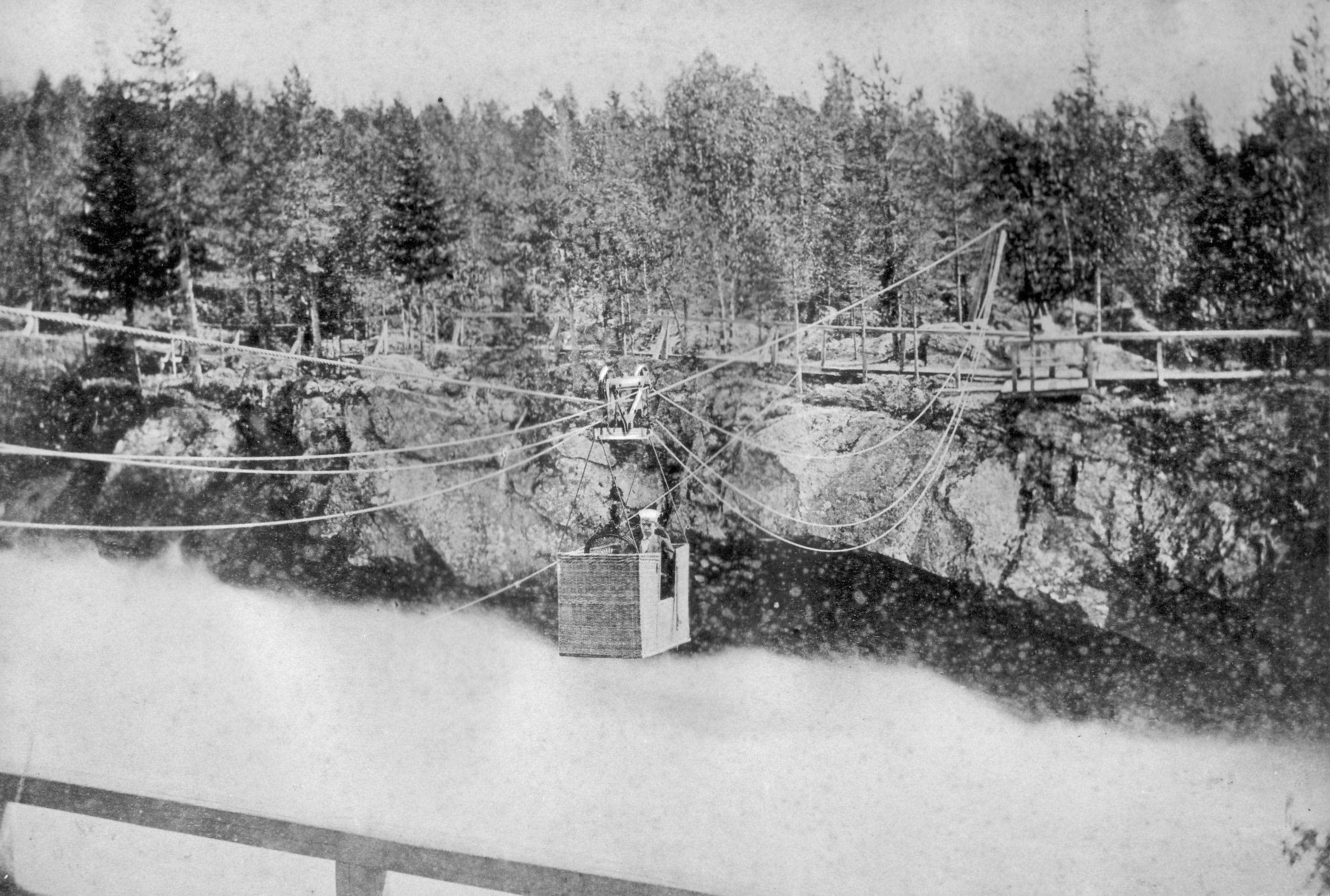
Traversée de rivière en benne, vers 1880
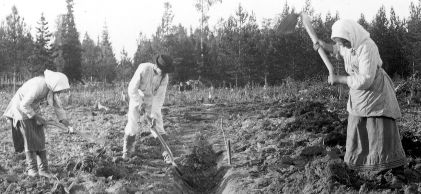
Fermiers, vers 1890-1900
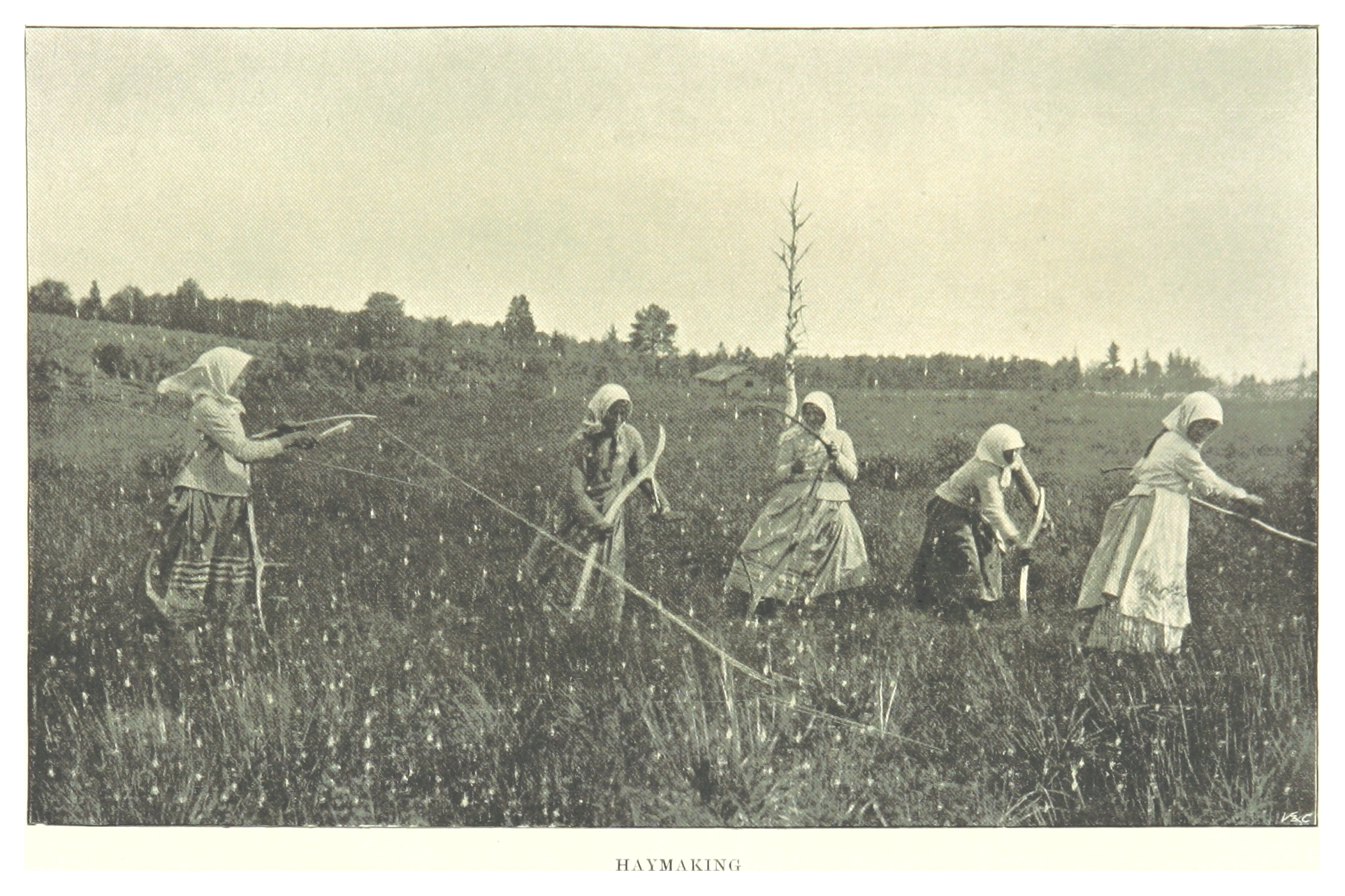
Fenaison, 1897
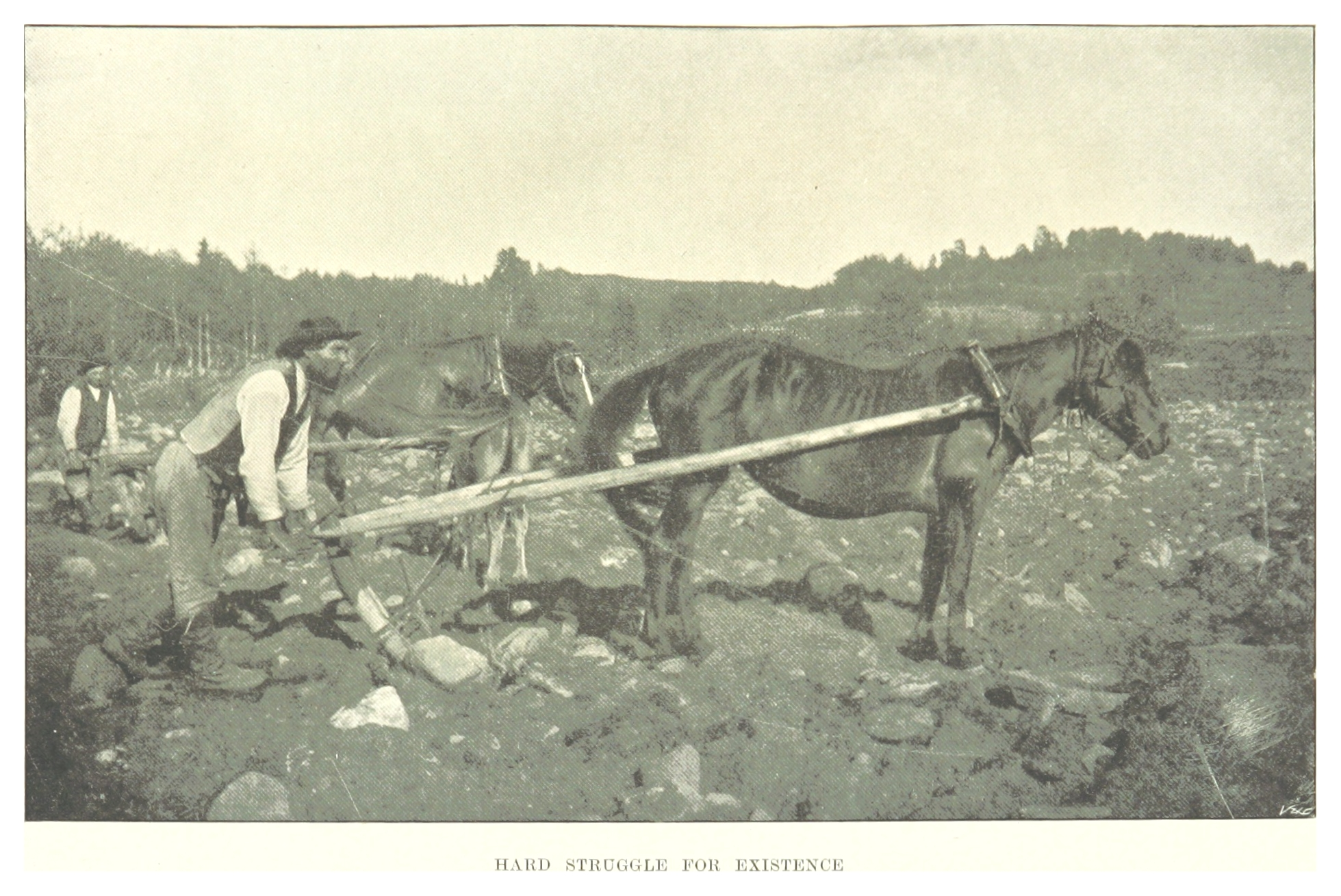
Labour d'essart, 1897
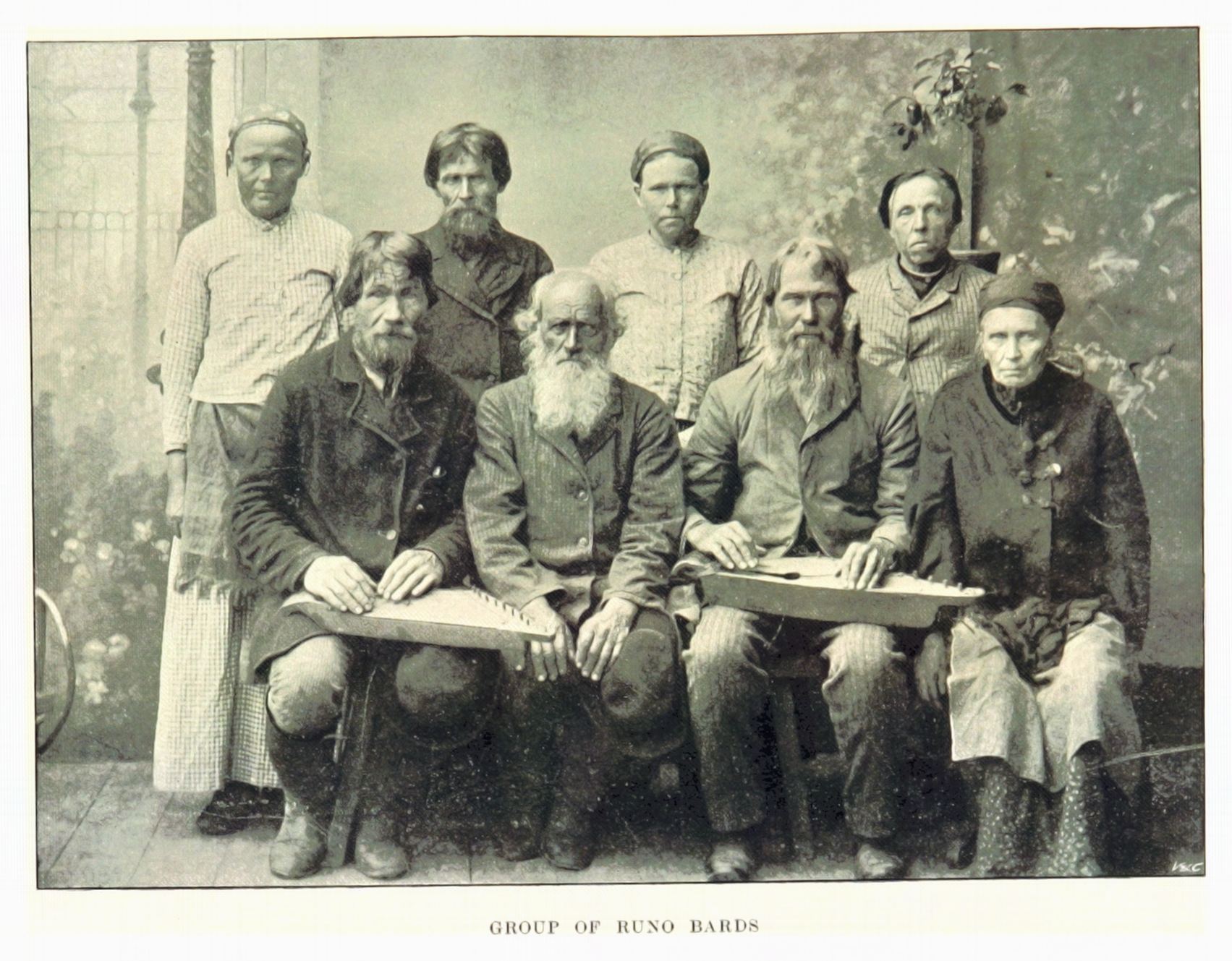
Bardes, 1897

## Accession à l'indépendance (1917)

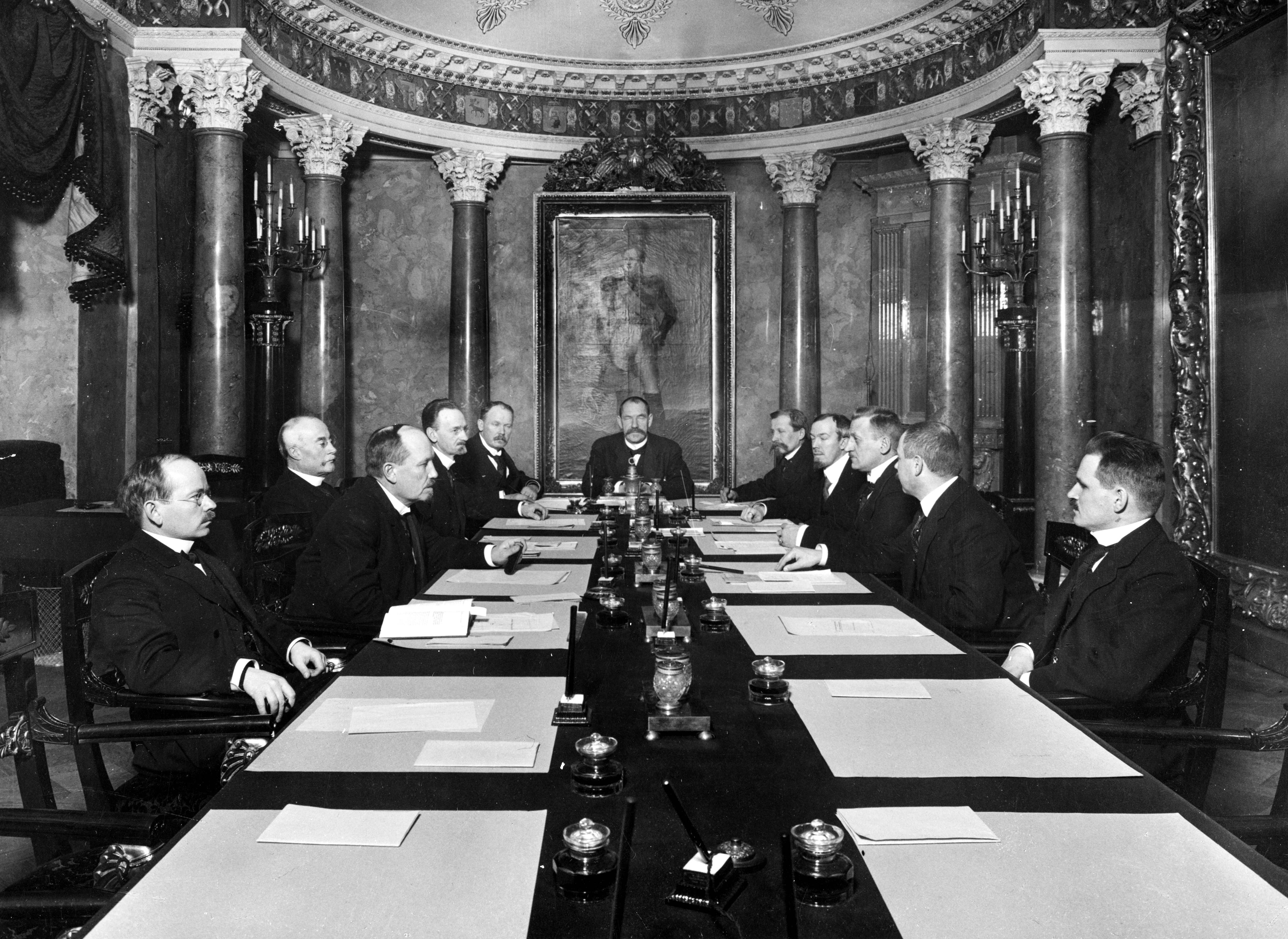
Le Sénat de Finlande en 1917.

Le 20 juillet 1906, le tsar Nicolas II, en butte à de nombreuses difficultés, accorde de nombreuses libertés aux Finlandais (dont le droit de vote pour les femmes). La Finlande obtient aussi une reconnaissance internationale symbolique, lorsqu'elle est autorisée à participer, sous ses propres couleurs et non celles de la Russie, aux Jeux olympiques de Stockholm en 1912.
Le 6 décembre 1917, profitant du désordre causé par la révolution bolchévique, la Finlande déclare son indépendance, reconnue par le pouvoir soviétique le 4 janvier 1918. C'est alors le début de la guerre civile finlandaise entre Rouges soutenus par le pouvoir révolutionnaire russe jusqu'au traité de Brest-Litovsk, et Blancs alliés à l'Allemagne. Le baron Carl Gustaf Emil Mannerheim, général de l'armée impériale russe d'origine finlandaise, commande les troupes gouvernementales blanches et profite du renfort de troupes allemandes. Celles-ci l'emportent sur les Gardes rouges à Vyborg le 30 avril 1918.
L'indépendance acquise, un débat a lieu entre les partisans de l'instauration d'une république et les tenants de l'instauration d'un régime de type monarchie constitutionnelle. Les Blancs, vainqueurs de la guerre civile, sont majoritairement pour l'option du régime de la monarchie constitutionnelle et sont politiquement et culturellement proches des milieux dirigeants du Reich allemand. À peine un mois avant la défaite allemande, les dirigeants finlandais choisissent pour roi un prince allemand. Un temps envisagée, l’option de choisir pour roi du nouveau trône de Finlande l’héritier des Hohenzollern, le Kronprinz, fils de l’empereur Guillaume II, est rapidement abandonnée. C'est en 1918 que la candidature d'un autre prince allemand, Frédéric-Charles de Hesse-Cassel, est envisagée. La victoire sur le front de l’Ouest est encore incertaine entre les belligérants allemands, français, anglais et américains. L’ultime offensive allemande est arrêtée lors de la seconde bataille de la Marne. Malgré les renforts des troupes allemandes revenues du front de l’Est, l’avancée allemande est arrêtée et il devient évident que l’armée allemande ne peut plus remporter la guerre. Frédéric-Charles de Hesse renonce au trône et s'efface rapidement, et Mannerheim devient régent avant de céder la place à son tour avec la proclamation de la République le 17 juillet 1919, mettant ainsi un terme au royaume de Finlande.

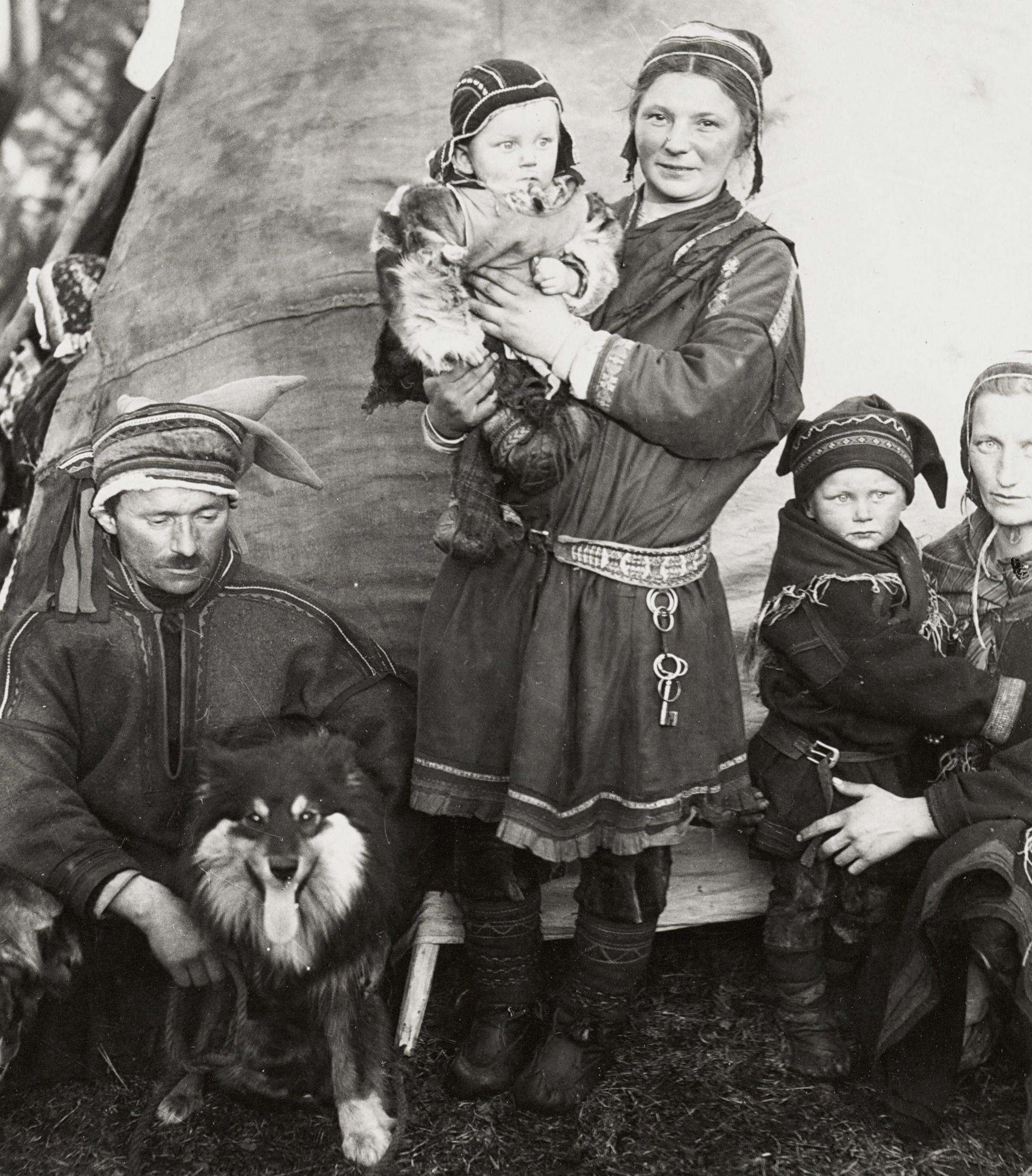
Famille samie, 1936
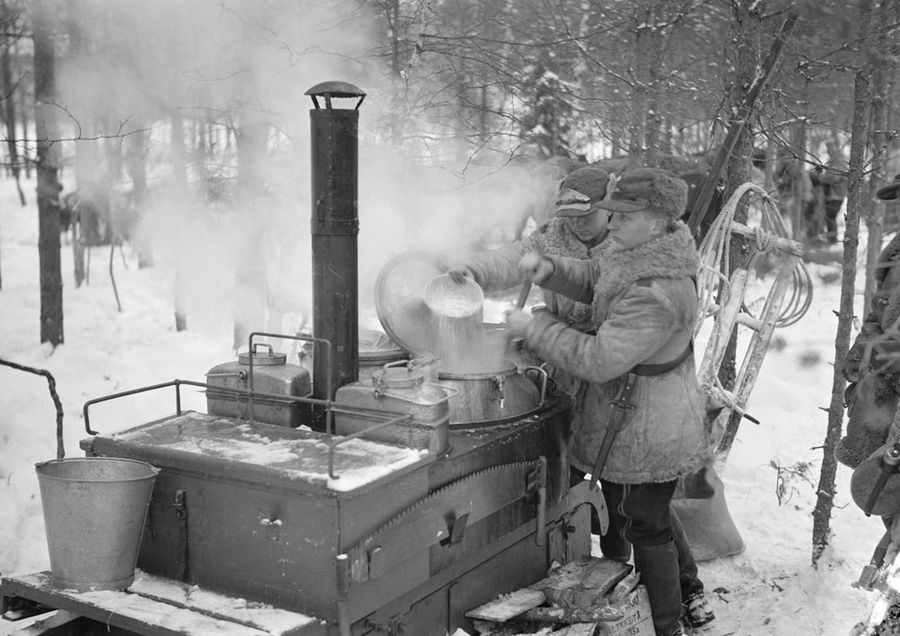
Cantine militaire, 1937
École, 1938
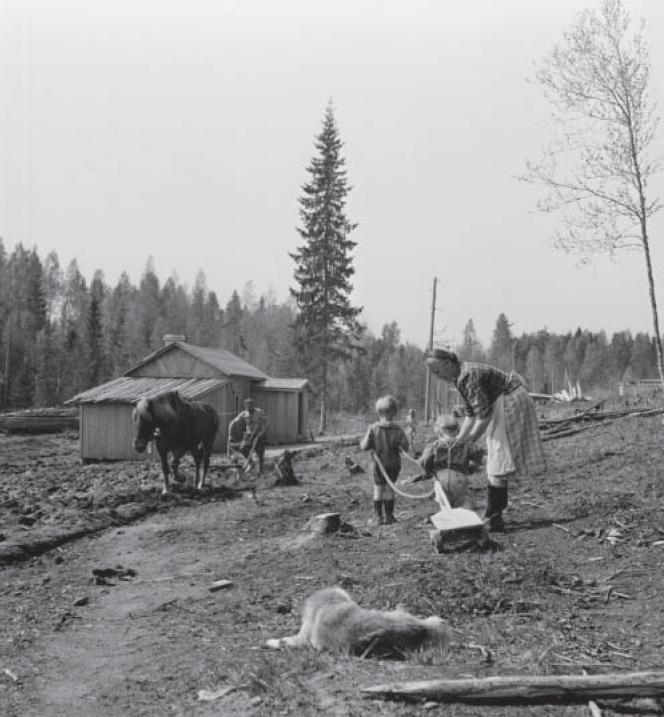
Famille expulsée de Carélie, 1945

## Seconde Guerre mondiale

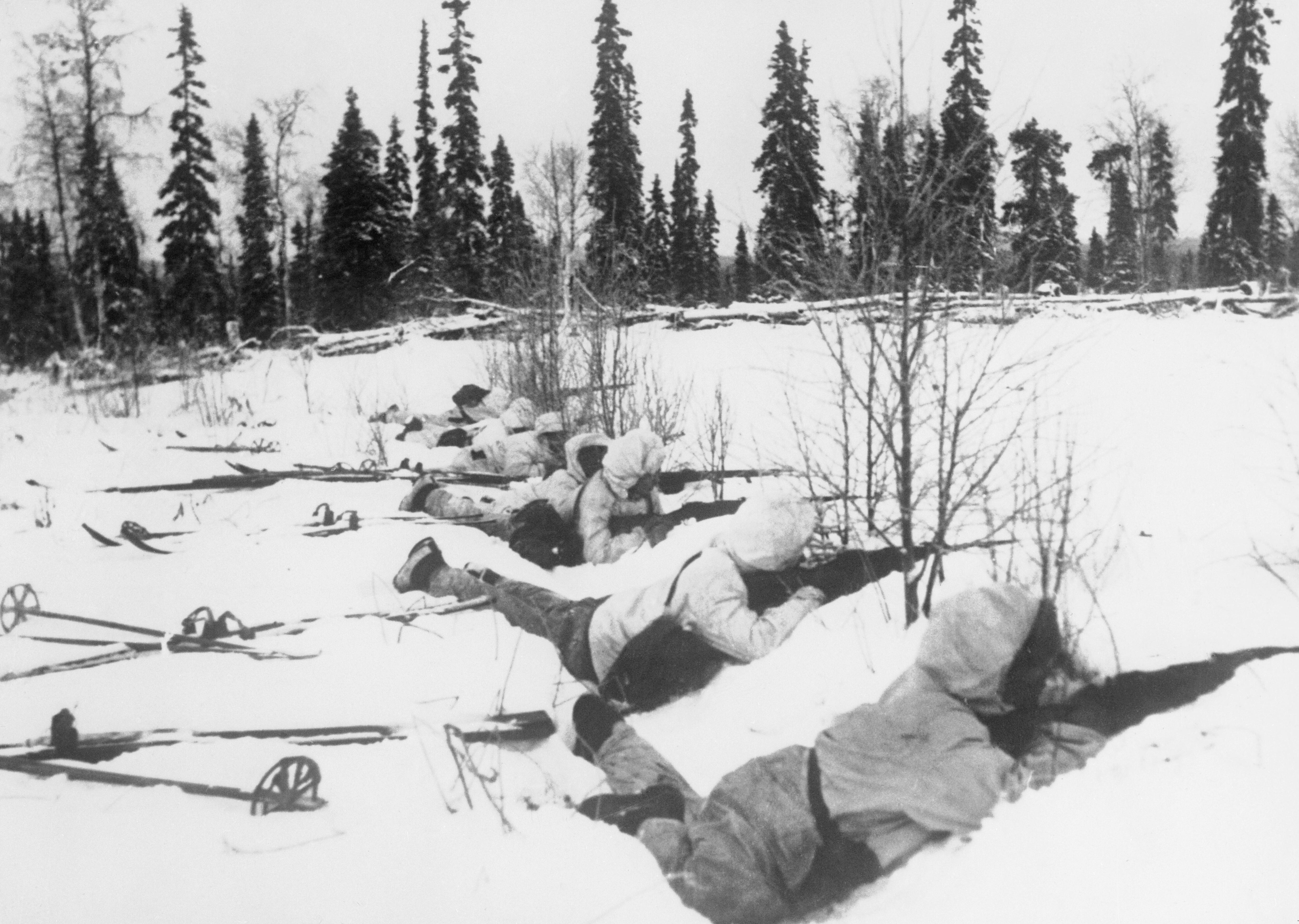
Les troupes finlandaises pendant la guerre d'Hiver.

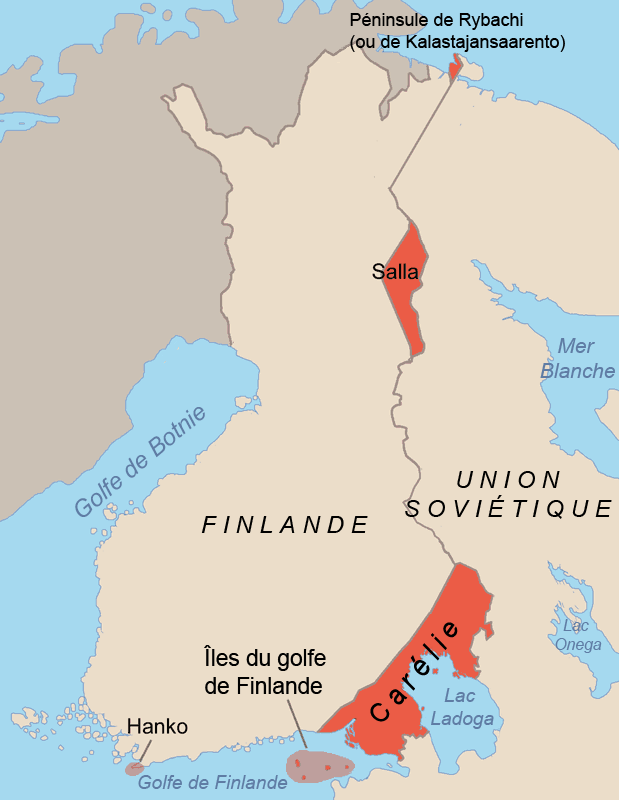
Les zones cédées par la Finlande à l'Union soviétique à la suite de la guerre d'hiver de 1939-1940.

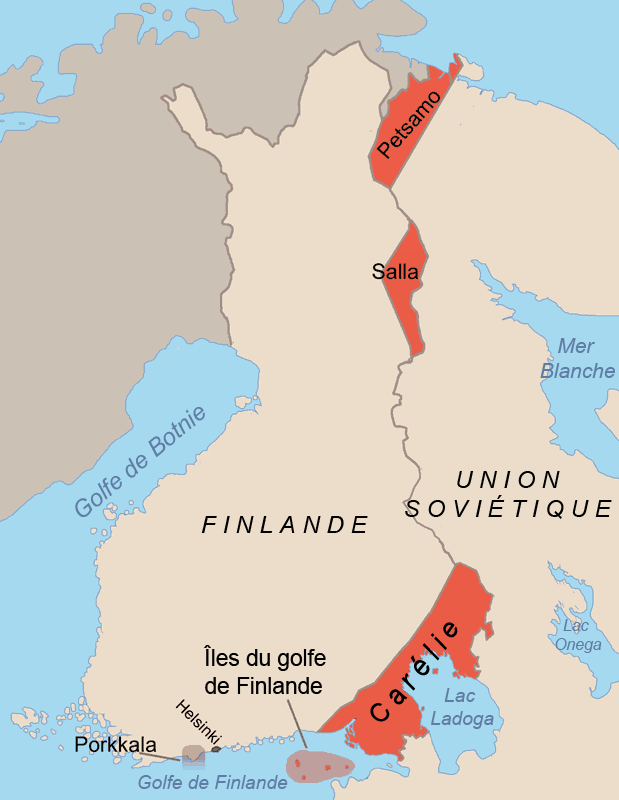
Les zones cédées par la Finlande à l'Union soviétique en application du traité de Paris de 1947.

Après avoir tenté, en vain, de négocier un échange de terres avec la Finlande (Carélie) ou la location de bases (presqu'île de Hanko), l'Union soviétique lance la guerre d'Hiver en novembre 1939.
L'objectif principal de l'URSS est — d'abord par la négociation, ensuite par la force — de protéger d'une éventuelle attaque allemande la ville de Saint-Pétersbourg (Léningrad), alors à une trentaine de kilomètres de la frontière. Elle peut jouer sur le fait que les protocoles secrets du Pacte germano-soviétique place la Finlande dans la zone d'influence soviétique, et donc qu'une telle attaque ne saurait surprendre l'Allemagne nazie.
Le conflit permet également à Moscou d'installer dans la ville frontalière finlandaise de Terijoki (maintenant Zelenogorsk), un éphémère régime fantoche, la République démocratique finlandaise, dirigé par Otto Wille Kuusinen, fondateur du Parti communiste de Finlande.
Malgré les réussites des soldats finlandais, qui utilisent à grande échelle le devenu célèbre « cocktail Molotov », emprunté aux nationalistes espagnols de la guerre civile espagnole, ceux-ci sont bien inférieurs en nombre aux Soviétiques. La Finlande s'incline par le traité de Moscou du 12 mars 1940, et cède à Staline 10 % de son territoire avec la province orientale du pays, la Carélie, qui appartient à la fédération de Russie aujourd'hui.
En 1941, quand l'Allemagne attaque l'URSS (opération Barbarossa), la Finlande veut prendre sa revanche et joint ses troupes à celles de l'Allemagne nazie pour attaquer l'URSS et récupérer les territoires perdus ou plus si possible : le bataillon de volontaires finlandais de la Waffen-SS est ainsi créé. Elle arrête toutefois l'offensive au lac Onega, et ne coupa jamais la ligne de chemin de fer de Mourmansk ni n'attaqua Léningrad, malgré les demandes pressantes de Hitler.
En 1944, l'Armée rouge perce le front, et l'armée finlandaise se replie jusqu'à l'ancienne frontière. Elle signe alors un armistice avec l'URSS, l'armistice de Moscou, stipulant le départ du corps d'armée allemand qui stationnait au nord de la Finlande. Son évacuation ratée déclenche la guerre de Laponie, contre les Allemands cette fois-ci. La Finlande échappe de peu à une annexion pure et simple par l'URSS. Par le traité de Paris du 10 février 1947, elle recouvre son indépendance, amputée non seulement de la Carélie mais aussi de territoires supplémentaires (la région de Petsamo et de l'isthme de Carélie), verse un lourd tribut aux Soviétiques et doit se résigner à subordonner sa politique étrangère à celle de l'URSS en échange de la préservation de ses institutions démocratiques (ce qu'on appela jusqu'à la fin de la guerre froide la « finlandisation »). Le paradoxe de cette dette, c'est qu'elle devient une source de prospérité pour le pays. L'obligation de payer des réparations à l'Union soviétique contraint la Finlande à s'industrialiser. La Finlande, principal partenaire occidental de l'URSS, va se muer en un État riche, avec l'un des meilleurs niveaux de vie au monde.

## Finlande contemporaine (1945-2022)

### Après guerre

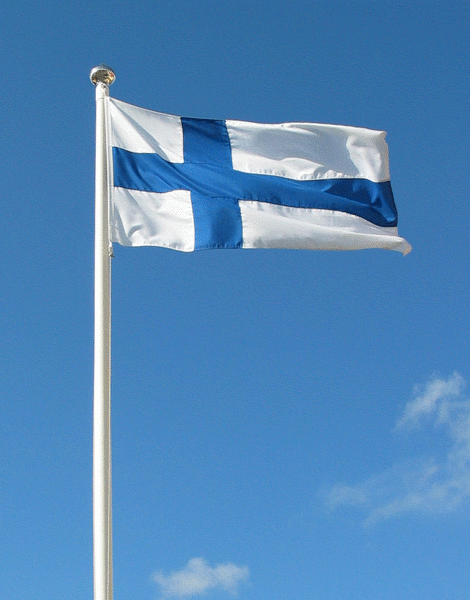
Le drapeau national finlandais.

Après la guerre, la ligne politique de neutralité stricte initiée par Paasikivi fait de la Finlande une plaque tournante des relations Est-Ouest. Elle ne peut pas en effet se ranger dans l'un ou l'autre bloc en vertu des accords passés à l'issue de la Seconde Guerre mondiale. La Finlande n'était donc pas communiste, mais ne pouvait pas se joindre au bloc de l'Ouest de peur de mécontenter son puissant voisin. La politique de la Finlande fut donc résolument la neutralité, neutralité qui lui permit de traverser sans trop d'encombres la période délicate de la Guerre Froide. Jusqu'à la guerre russo-ukrainienne de 2022, la Finlande se maintient hors de l'OTAN afin de maintenir sa neutralité politique.
La Finlande devient rapidement un pays très prospère. Son développement subit néanmoins une crise majeure dans les années 1980 et 1990, alors que le chômage touche 20% de la population active. Mais grâce à une relance de l'activité dans le secteur des nouvelles technologies (Nokia, F-Secure et des laboratoires de biotechnologie par exemple), elle renoue avec la croissance et atteint un taux de chômage inférieur à la moyenne de l'Union européenne. Finalement, la Finlande adhère à cette dernière en 1995 et participe à la zone euro dans laquelle ses billets et pièces ne représentent qu'environ 2 % du total mis en circulation.

## Après l'invasion russe de l'Ukraine en 2022

### Conséquences immédiates
Le 25 février 2022, jour suivant le début de l'invasion de l'Ukraine par la Russie en 2022, le ministère russe des Affaires étrangères menace la Suède et la Finlande de conséquences militaires et politiques si elles tentaient d'intégrer l'OTAN. À la suite d'une réunion se déroulant le 1er mars 2022, le Premier ministre Sanna Marin déclare qu'aucune décision n'a été prise sur le fait de postuler ou non pour devenir membre à part entière de l'OTAN, tout en affirmant qu'« une question aussi importante doit être traitée de manière approfondie ». Début de l'année 2022, seuls 25 % des Finlandais était pour une intégration de la Finlande à l'OTAN mais ce pourcentage est passé entre 75 % et 80 % à la suite de l'invasion de l'Ukraine par la Russie le 24 février 2022[réf. nécessaire].
Ce n'est que le 18 mai 2022 que la Finlande ainsi que la Suède envoient leurs candidatures communes pour une intégration à l'OTANLe Premier ministre finlandais pense que le processus pourrait ne durer que quelques semaines. Cependant, la Turquie refuse l'adhésion des deux pays nordiques, leur reprochant de ne pas approuver les demandes d'extradition de personnes jugées comme faisant partie de groupes terroristes, mais a changé ses positions après un peu plus d'un mois,.
Le 14 février 2023, Iltalehti annonce que le gouvernement suédois accepte que les demandes des deux pays scandinaves soient séparées afin que la Finlande puisse, si possible, rentrer plus tôt dans l'OTAN. Peu après la ratification de la Hongrie, la Turquie est la dernière à avoir accepté l'adhésion du pays nordique,. C'est donc à la date du 30 mars 2023 que les 30 pays membres de l'alliance ratifient l'adhésion de la Finlande à l'OTAN.

### Demande d'adhésion à l'OTAN

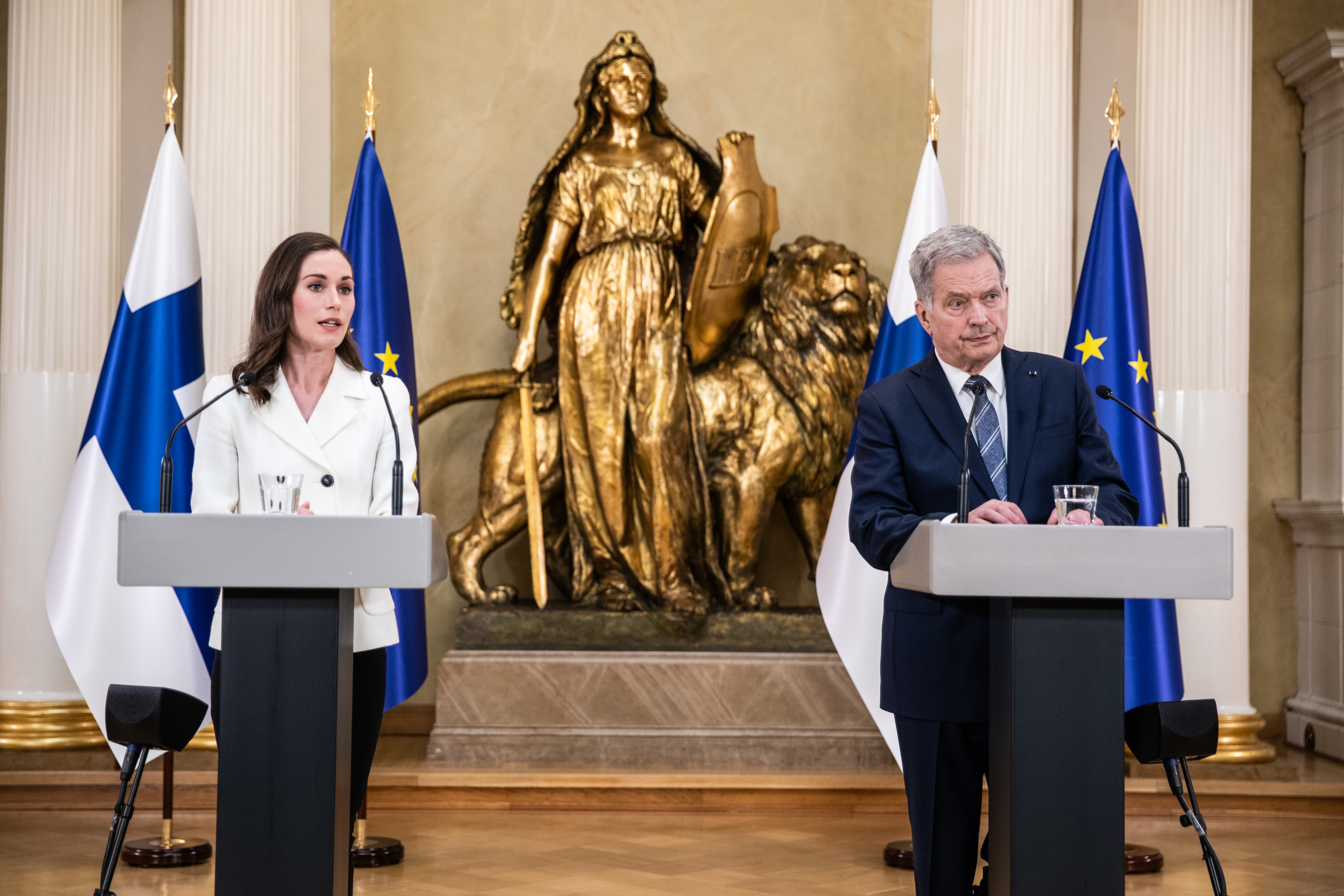
Le président Sauli Niinistö et la première ministre finlandaise Sanna Marin annonçant le 15 mai 2022 la décision d'envoyer une demande d’adhésion à l'OTAN.

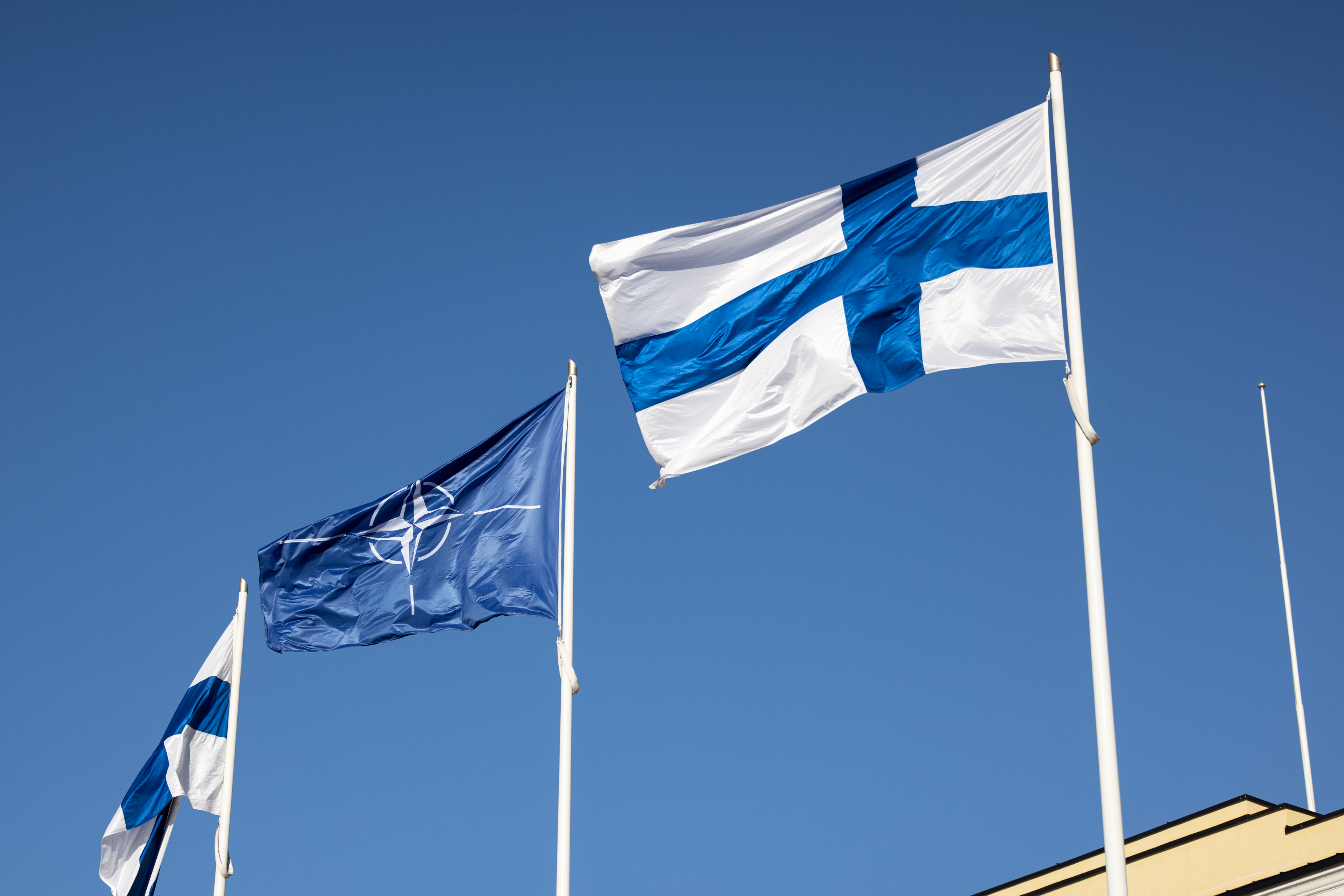
Drapeaux de la Finlande et de l'OTAN hissés le 4 avril 2023 devant le ministère des affaires étrangères à la Caserne maritime.

Le 15 mai 2022, la Finlande annonce officiellement que le pays enverra une demande afin d'adhérer à l'OTAN, demande qui est finalement envoyée le 18 mai 2022.
Le 1er mars 2023, le parlement de Finlande approuve par vote une loi autorisant en avance l’entrée du pays dans l’OTAN par 184 voix pour et 7 contre. L'ensemble des directions des partis représentés est pour l'adhésion, un indépendant d’extrême droite et 6 députés de l'alliance de gauche on voté contre, un député s'est abstenu,.
Les positions prises sont plutôt favorables au sein de l'OTAN, à l'exception marquée de la Turquie qui refuse d'abord cette éventualité. La Russie oppose quant à elle une position en nette défaveur face à ce rapprochement.

### Galerie de responsables politiques depuis 2000

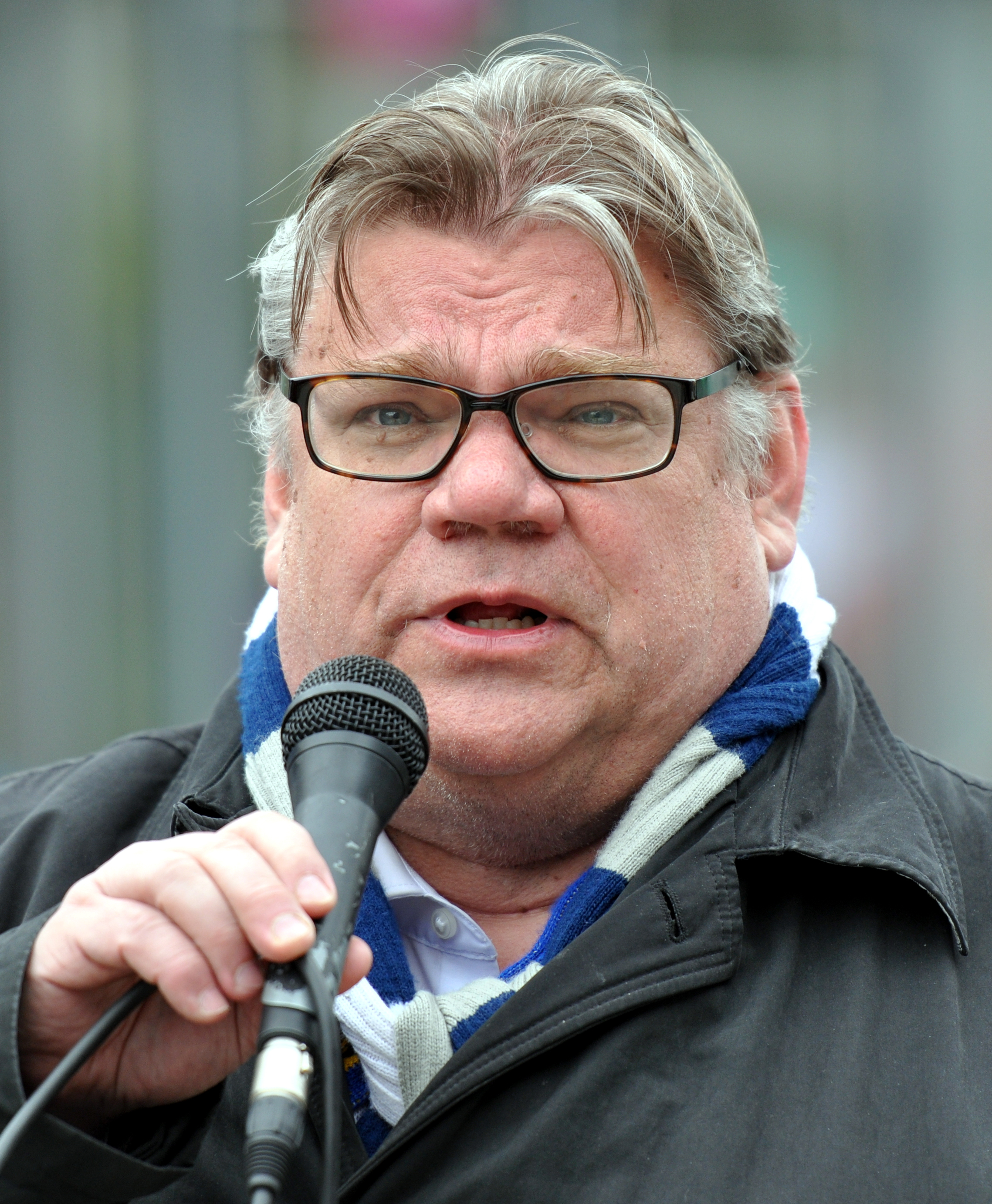
Timo Soini 2015-2017
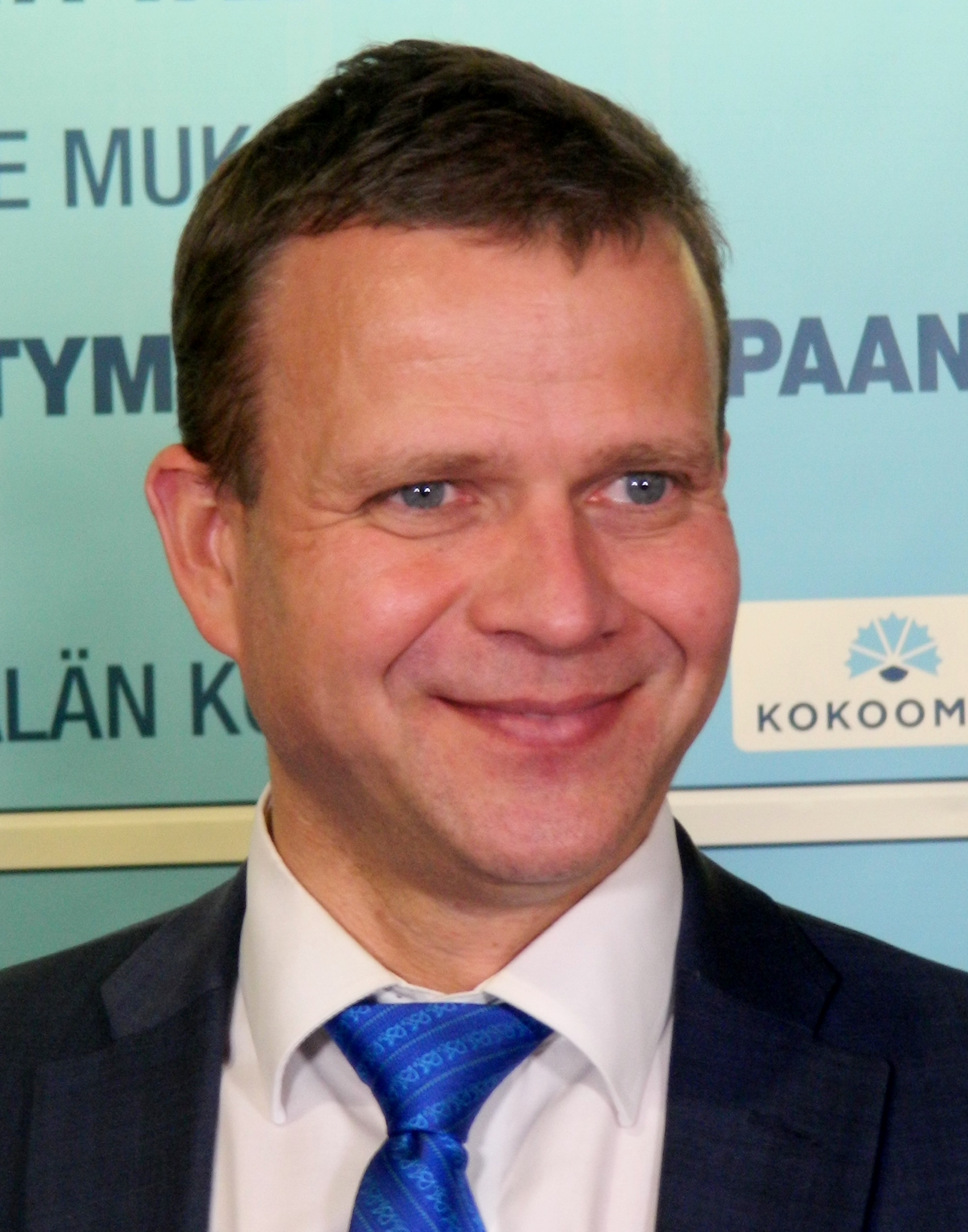
Petteri Orpo 2017-2019
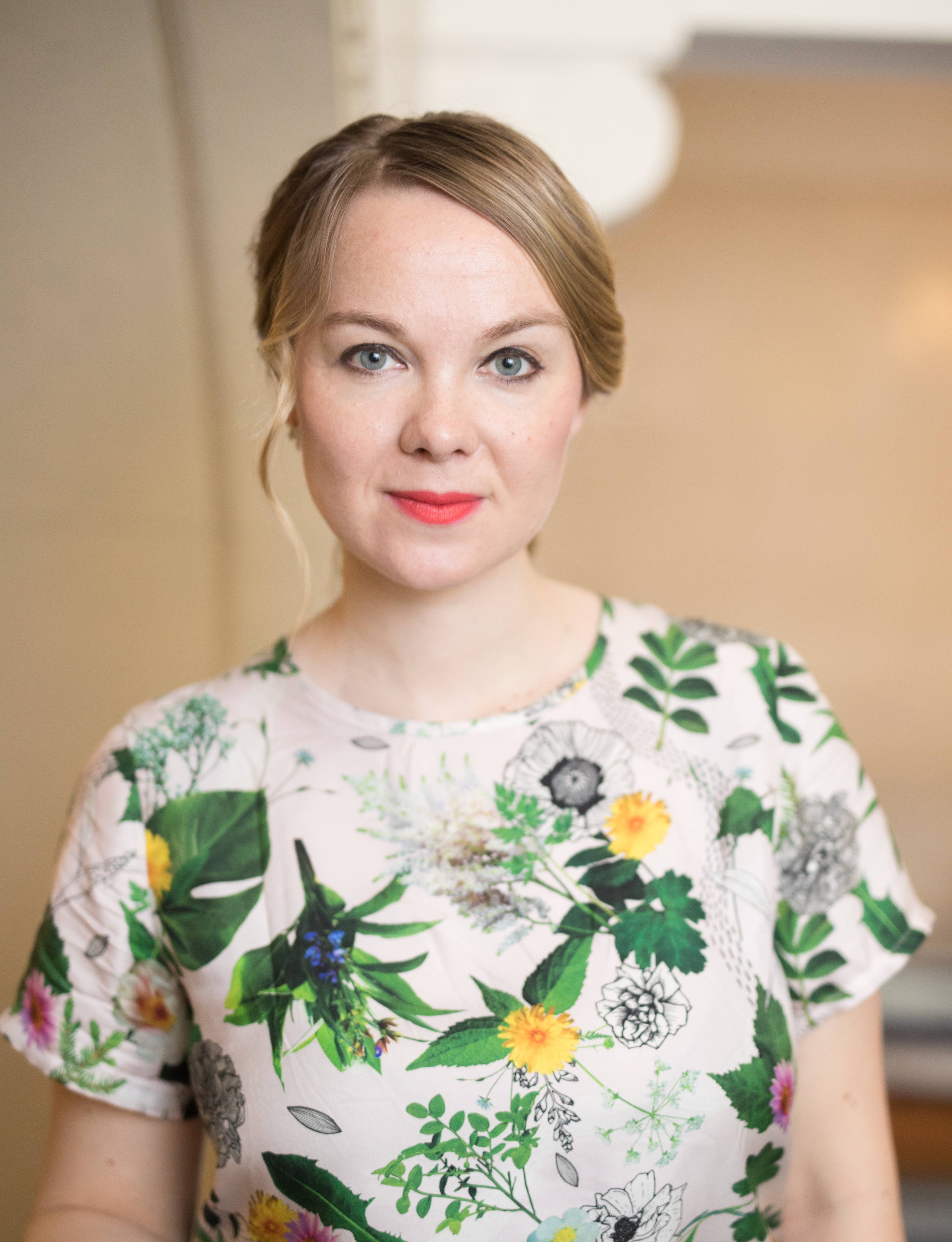
Katri Kulmuni 2019-2020
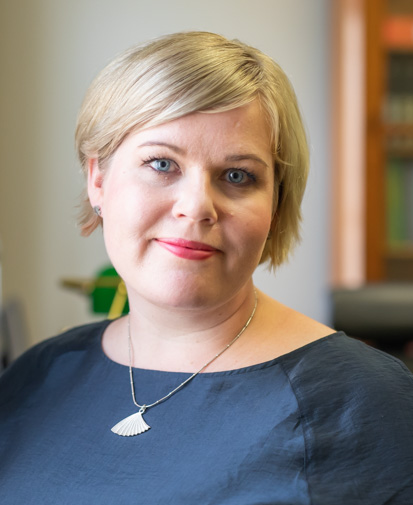
Annika Saarikko 2020-2023

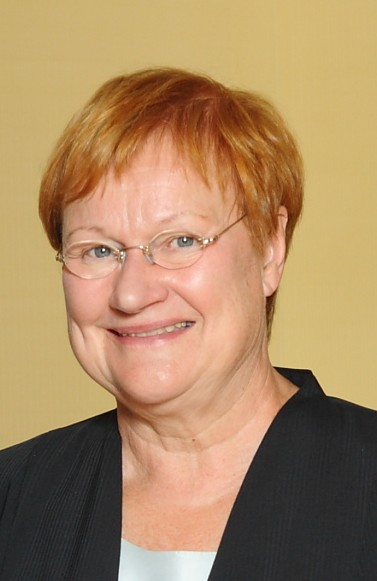
Tarja Halonen 2000-2012
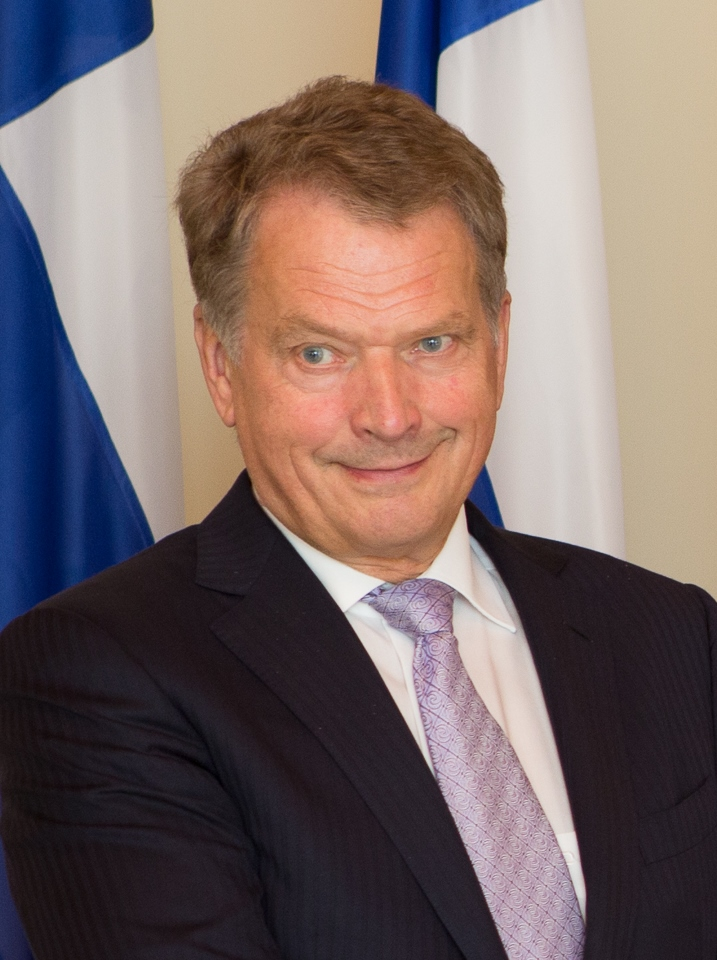
Sauli Niinistö 2012-2024
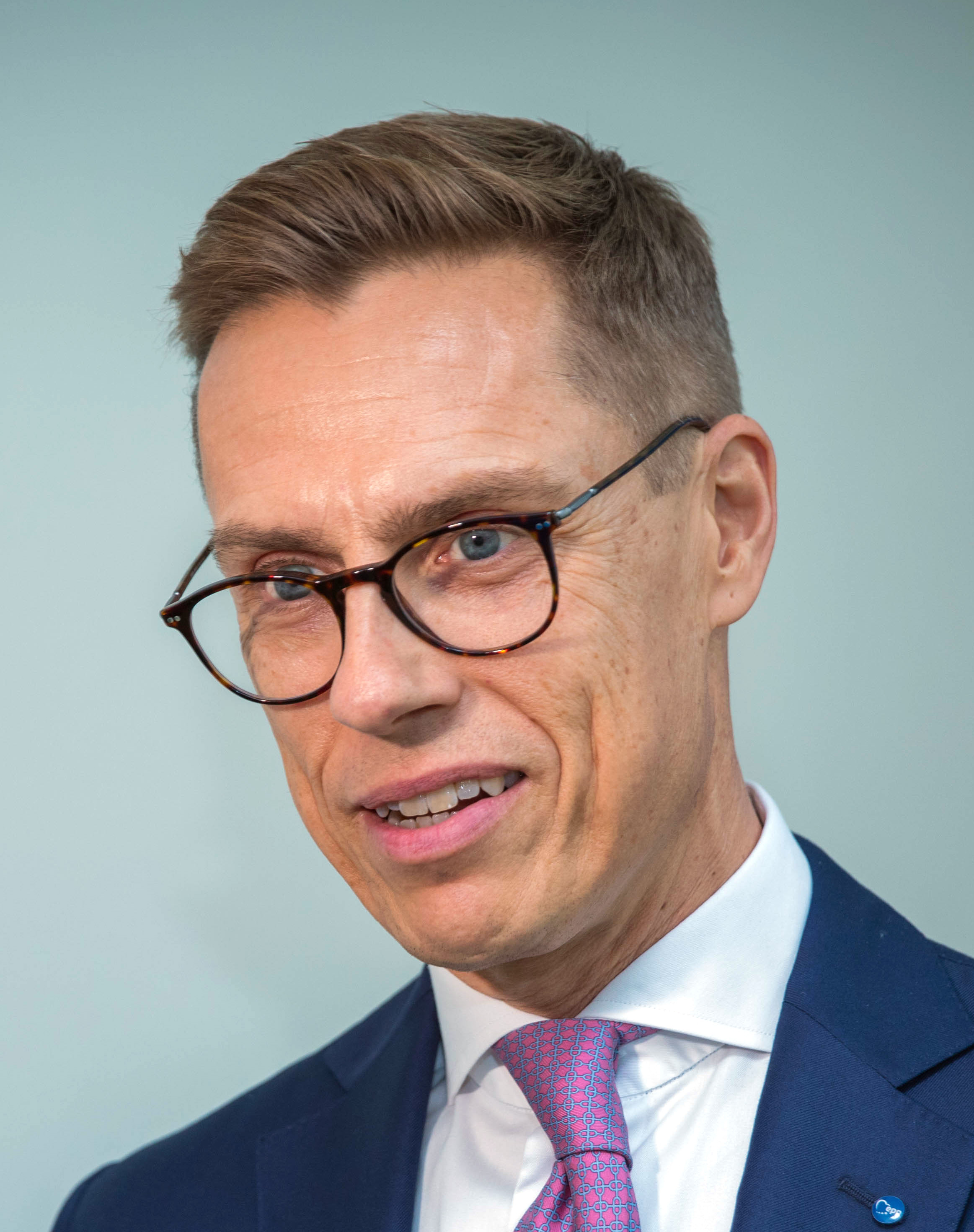
Alexander Stubb 2024-présent

Gouvernement de la Finlande

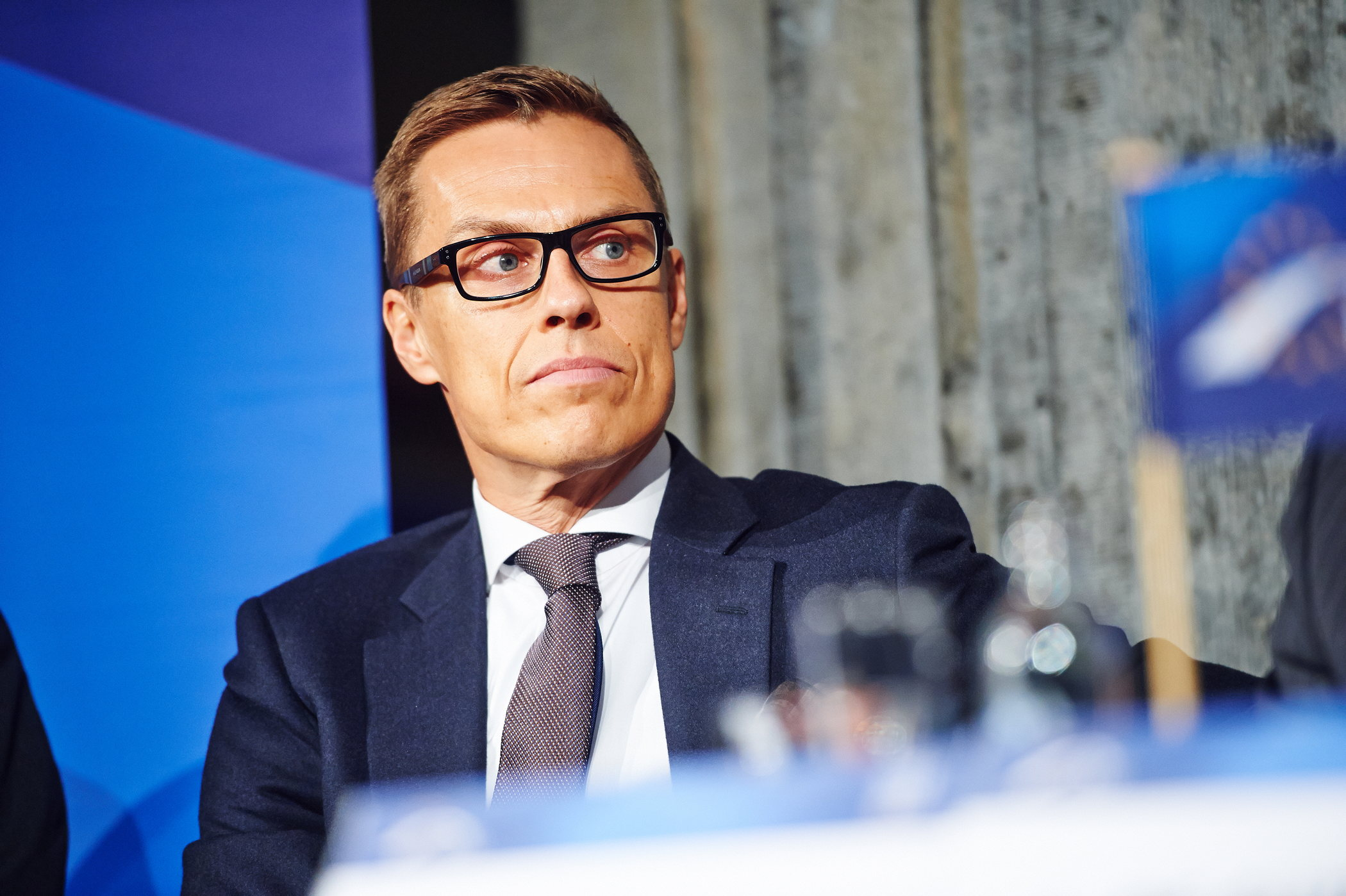
Gouvernement Stubb 2014-2015
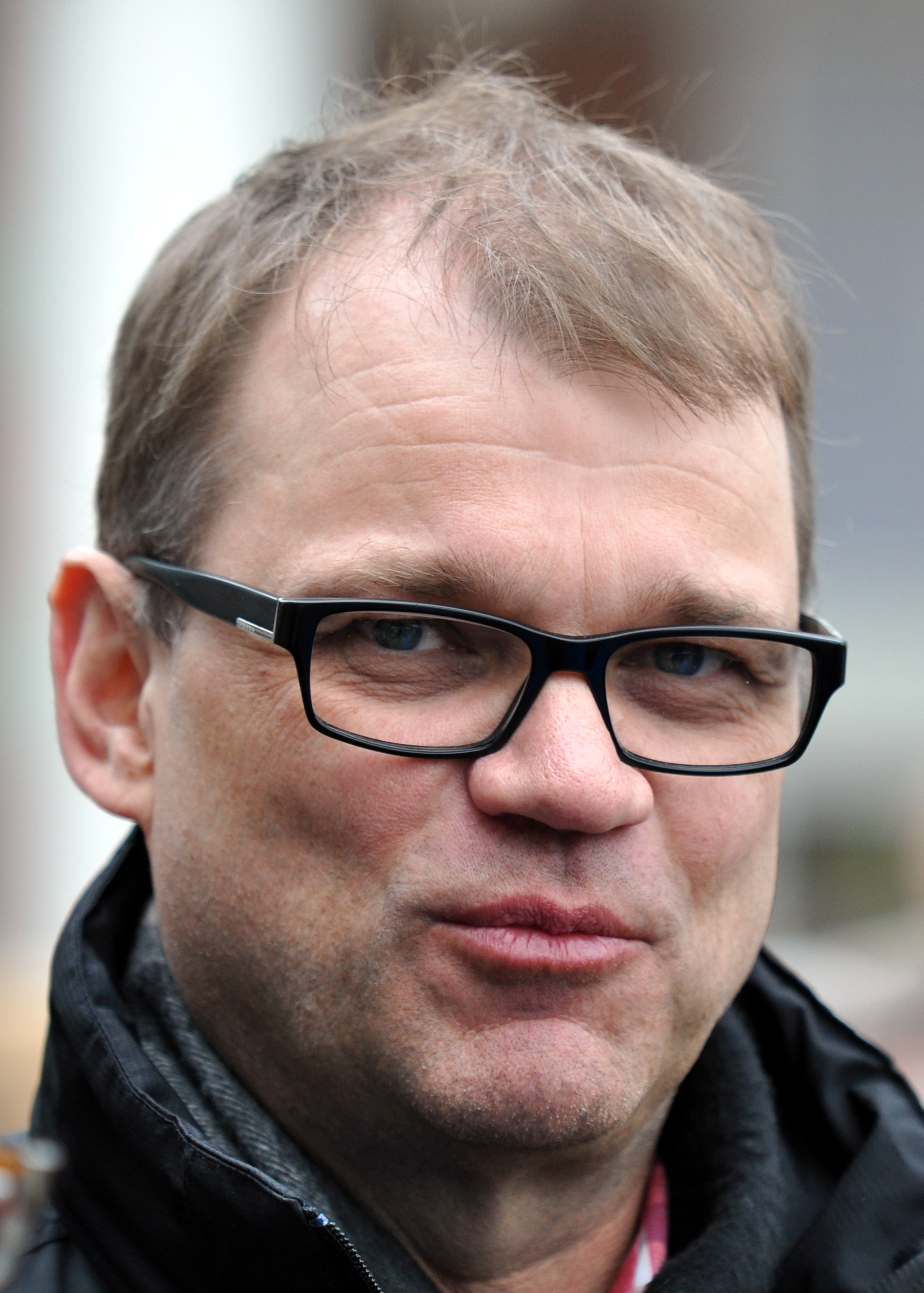
Gouvernement Sipilä 2015-2019
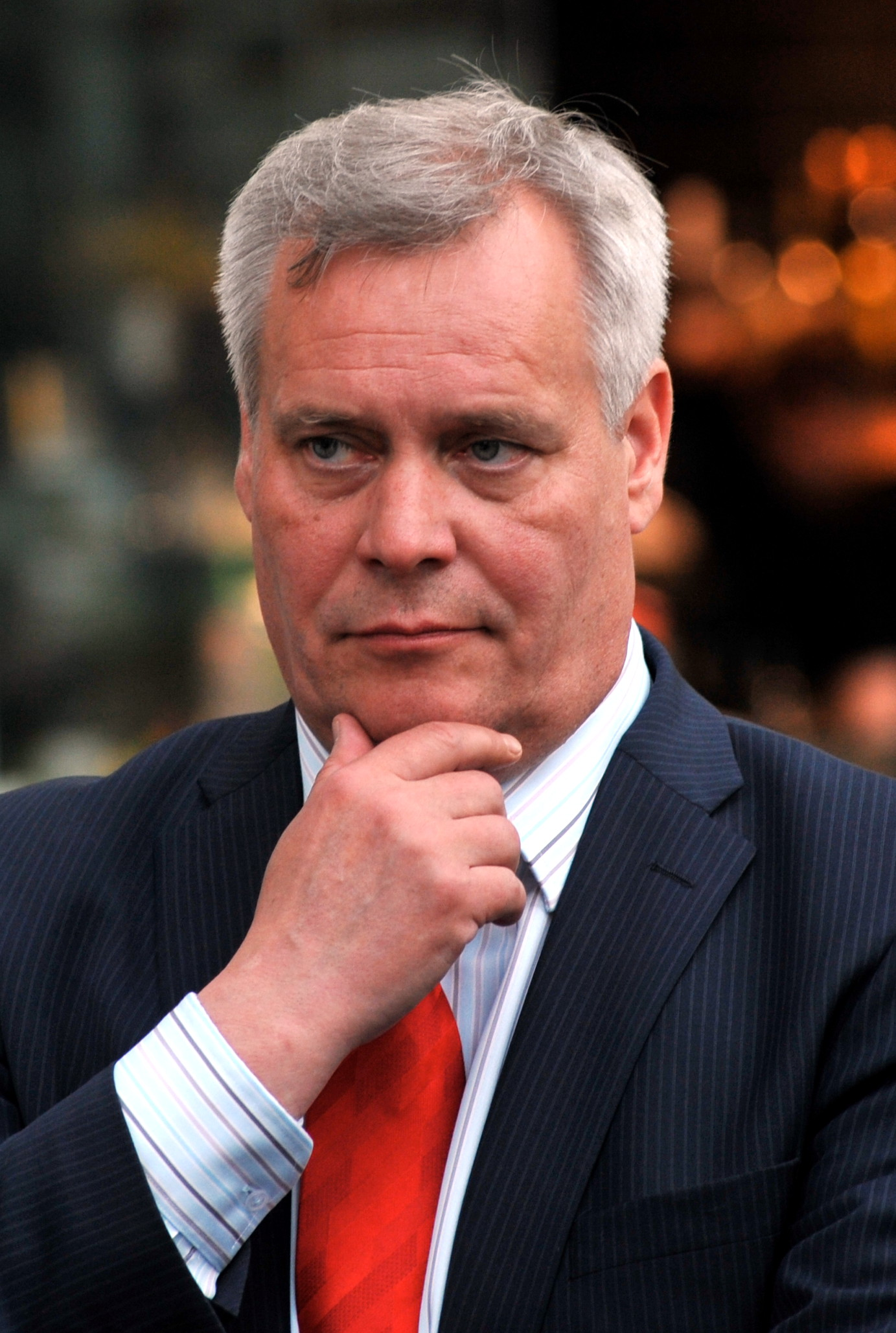
Gouvernement Rinne 2019
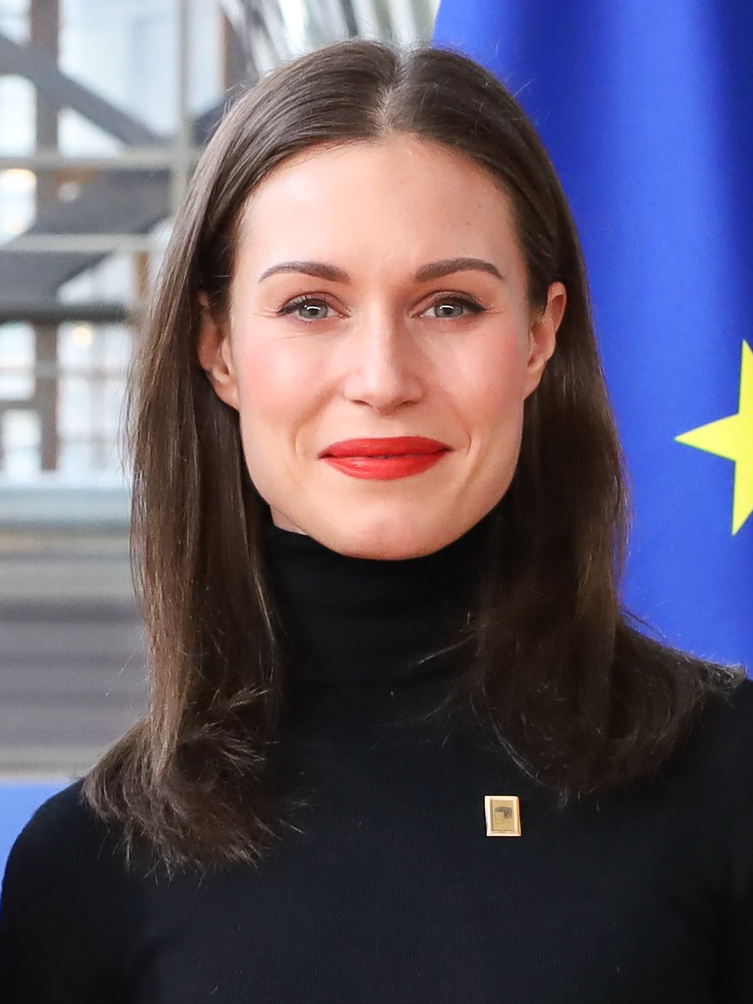
Sanna Marin 2019-2023
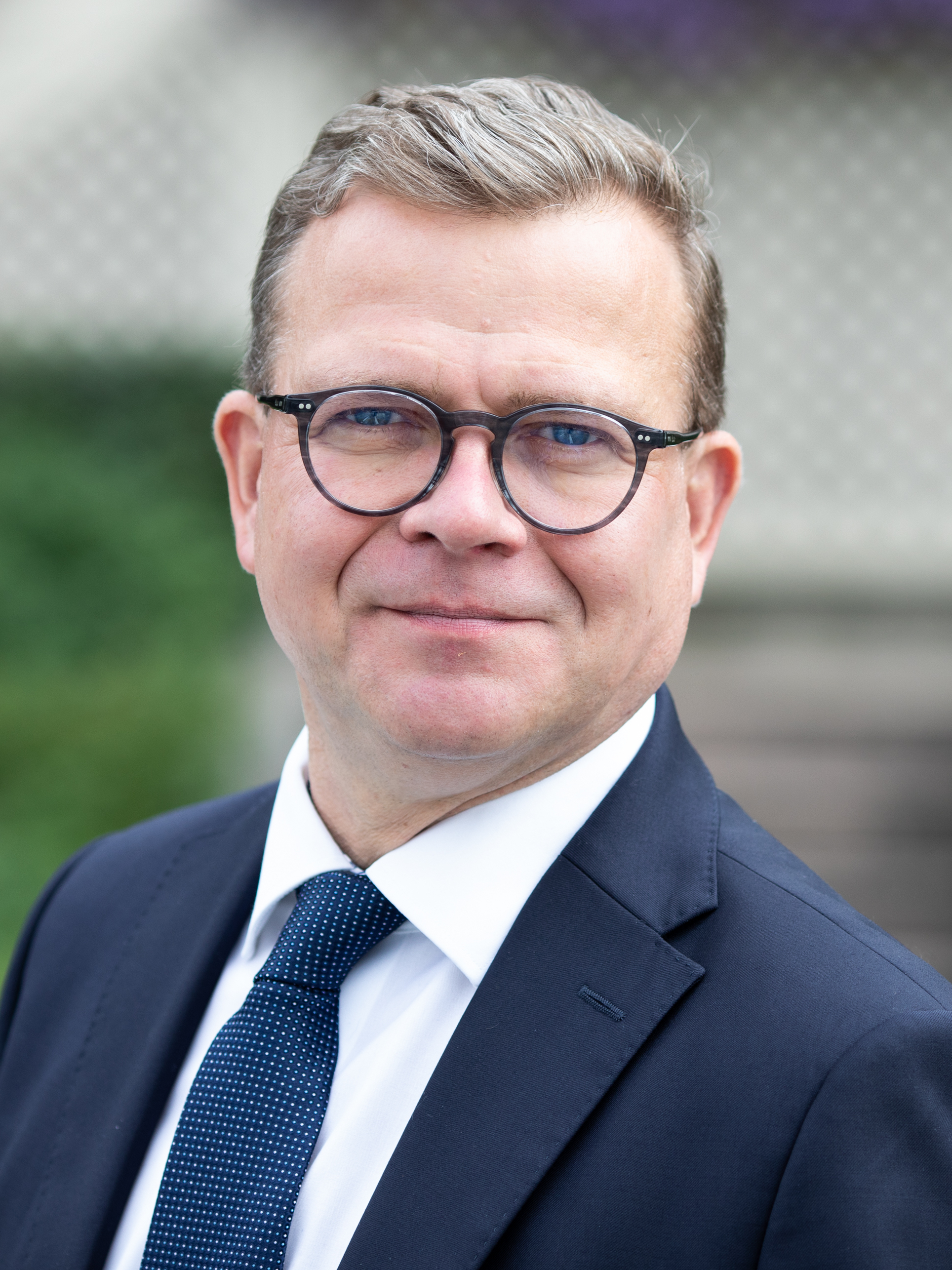
Petteri Orpo 2023-présent

Vice-Premier ministre de Finlande
- Timo Soini
2015-2017
- Petteri Orpo
2017-2019
- Katri Kulmuni
2019-2020
- Annika Saarikko
2020-2023

#### 1000
- Période des Vikings (800-1050)
- Premières guerres finlandaises (en) (350-1350), dont certaines évoquées dans la Saga des Ynglingar
- Guerres finno-novgorodiennes (en) (1042c-1256c)
- Moyen Âge finlandais (fi) (1100c-1520c)
- Christianisation des peuples scandinaves
- Liste des monarques de Suède
- Henri d'Uppsala (?-1156), Lalli (mythologie), son meurtrier
- Croisades baltes (1186-1227), Confédération livonienne (1228-1561), deuxième croisade suédoise (1248-1250)
- Suède-Finlande (1230/1250-1809) = royaume de Suède augmenté de l'Österland et au Norrland (élargi à la Laponie et à la région d'Oulu)
- Liste des noms latins des villes de Finlande
- Commerce médiéval (la Finlande restant à la marge, sorte de base arrière)
  - Route mer du Nord et mer Baltique, Route de l'ambre
  - Route commerciale de la Volga, Route commerciale des Varègues aux Grecs
- Guerres novgorodo-suédoises (12 & 13 èmes), guerres finno-novgorodiennes (en)
- Château de Turku, château de Vyborg, château du Häme
- Union de Kalmar (1397-1523), confédération des trois royaumes (Suède, Norvège, Danemark)

#### 1500
- Finlande sous domination suédoise (en) (1150c-1809)
- Monarchie finlandaise ni souveraine ni indépendante
- Dominium maris baltici (1563), Baltikum
- Système suédois d'attribution de lotissements aux soldats (en)
- Guerre russo-suédoise de 1590-1595, guerre des gourdins (en) (jacquerie, 1596-1597)
- Ère de la Liberté (1718-1772, en Suède)
- Grande guerre du Nord (1700-1721), Grande colère (occupation militaire russe 1714-1721)
- Ancienne Finlande, partie cédée par la Suède à la Russie en 1721 et 1743
- Histoire des Juifs en Finlande
- Romantisme de Turku

#### 1800
- Guerre de Finlande 1808-1809, Russie-Suède), Diète de Porvoo (1809)
- Grand-duché de Finlande (1809-1917, Empire russe), liste des grands-ducs de Finlande
  - Gouverneur général de Finlande, Diète de Finlande (1809-1906, Eduskunta), Palais des États (1888-1890)
  - Histoire militaire du Grand-Duché de Finlande (en) (d'abord en raison des guerres napoléoniennes)
- Nationalisme romantique, Carélianisme
  - Mouvement fennomane (dès 1820), nationalisme finnois (suédophile) dont Lorenzo Hammarsköld, mouvement svecomane (finnois, ni suédois ni russe)
  - Société de littérature finnoise (1831)
  - Kalevala (1835), première édition de l'épopée, recollection du folkloriste Elias Lönnrot
  - Kanteletar (1840), compilation de poèmes folkloriques
- Histoire des Juifs en Finlande, liste de personnalités juives en Finlande
- Enchère des pauvres
- Guerre d'Åland (1854-1856)
- Âge d'or de l'art finlandais (1880-1910)
- Russification de la Finlande (1899-1905, 1908-1917)
- Manifeste de février (1899, impérial), manifeste linguistique de 1900 (d'usage administratif obligatoire du russe)

#### 1900
- Déclaration d'indépendance finlandaise (1917), Jour de l'indépendance de la Finlande
- Histoire de la Finlande (1917-présent) (en)
- Garde blanche (Finlande) (1918-1944), Lotta Svärd (1918-1944, volontaires féminines)
- Heimosodat (1918..1922), volontaires rêvant de Grande Finlande
- République socialiste des travailleurs de Finlande (1918, quelques mois)
- Guerre civile finlandaise (1918)
- Traité de Tartu (russo-finlandais) (1920)
- République socialiste soviétique autonome de Carélie (1923-1940, Russie)
- Déportations des Finlandais ingriens (années 1920), génocide des Finnois d'Ingrie (années 1930), Votes
- Mouvement de Lapua (1929-1932), mouvement nationaliste anticommuniste, rébellion de Mäntsälä (1932), Mouvement patriotique (Finlande) (1932-1944)
- Histoire de la Finlande pendant la Seconde Guerre mondiale
  - Évacuation d'enfants finlandais vers d'autres pays nordiques en 1939-1940
  - Guerre d'Hiver (1939-1940), Grande Trêve (1940-1941), guerre de Continuation soviético-finlandaise (1941-1944), guerre de Laponie (1944-1945)
  - Territoires cédés par la Finlande à l'Union soviétique
- Traité de Moscou (1940), traité de Paris (1947), ligne Paasikivi-Kekkonen (1947), finlandisation (1948)
- Guerre froide (1947-1991), espionnage de guerre froide (en)
- Récession en Finlande au début des années 1990 (en)
- Crise bancaire finlandaise des années 1990 (en)
- Élargissement de l'Union européenne (Finlande, 1995)

#### 2000
- Élargissement de l'OTAN (Finlande, 2023)
- Économie de la Finlande, Énergie en Finlande
- Politique en Finlande, Parlement de Finlande (Eduskunta), liste des présidents de la Finlande
  - Gouvernement de la Finlande, Conseil d'État (Finlande), Premier ministre de Finlande, Vice-Premier ministre de Finlande
  - Liste des Premiers ministres de Finlande
  - Histoire militaire de la Finlande, Forces armées finlandaises, Armée de terre finlandaise
  - Liste des guerres impliquant la Finlande (après 1910) (en)
  - Conseil nordique (1952), Union de défense scandinave, Coopération de défense nordique
  - Parlement sami de Finlande, histoire des Sami (en)
- Relations entre la Finlande et la Russie, relations entre la Finlande et l'OTAN